# Stawka większa niż życie
Stawka większa niż życie – polski szpiegowski serial telewizyjny z lat 1967–1968 w reżyserii Janusza Morgensterna i Andrzeja Konica, wyprodukowany przez Zespół Filmowy „Syrena”, wyemitowany na antenie TVP od 10 października 1968 do 6 lutego 1969. Tematem serialu jest działalność polskiego agenta Stanisława Kolickiego (Stanisław Mikulski), który podczas II wojny światowej podszywa się pod oficera niemieckiego wywiadu i kontrwywiadu wojskowego Abwehry, Hansa Klossa, działając na rzecz wywiadu radzieckiego jako agent J-23. „Kloss” przyjaźni się z esesmanem Brunnerem (Emil Karewicz).
Stawka większa niż życie była emitowana w 18 odcinkach i cieszyła się popularnością w Polsce i innych krajach, głównie bloku wschodniego, ale nie tylko. Cytaty z serialu przeszły do języka potocznego; na motywach serialu powstał trzytomowy zbiór opowiadań oraz seria komiksów Kapitan Kloss. W 2011 roku serial przeszedł cyfrową rekonstrukcję, a rok później doczekał się filmowej kontynuacji Hans Kloss. Stawka większa niż śmierć (2012) w reżyserii Patryka Vegi.

## Lista odcinków

### 1. Wiem, kim jesteś
Reżyseria: Janusz Morgenstern

Obsada:

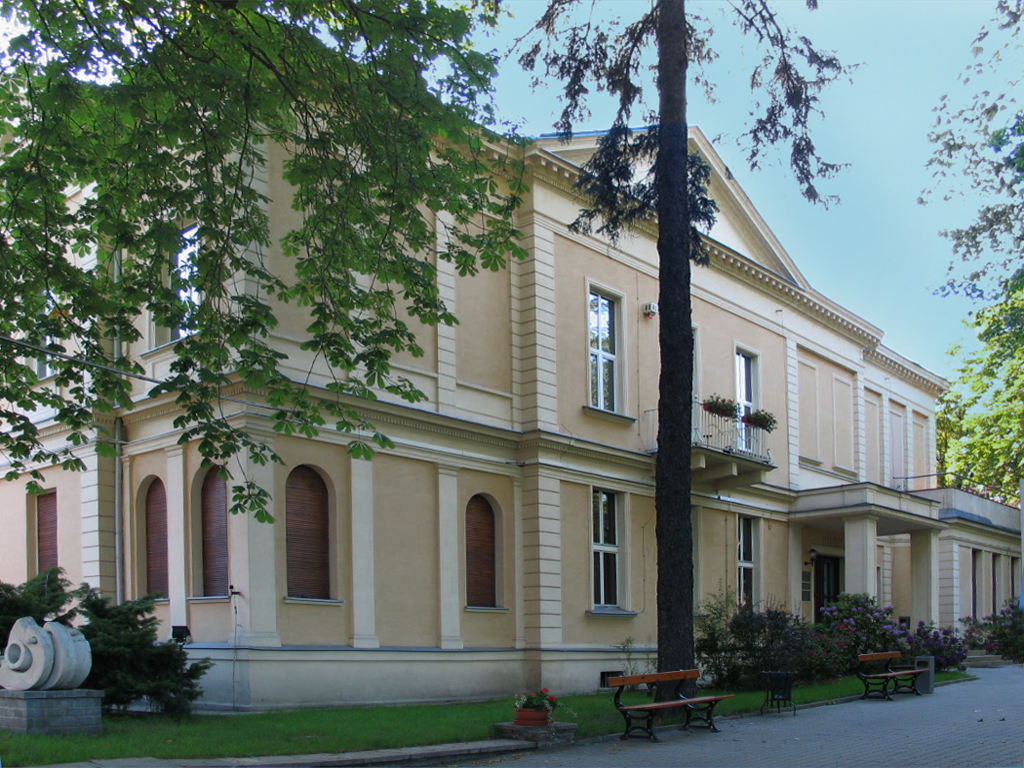
Pałac Oskara Kona w Łodzi

- Stanisław Mikulski – porucznik Hans Kloss/Stanisław Kolicki, agent J-23
- Mieczysław Stoor – SS-Sturmführer/SS-Obersturmführer Hans[a] Stedtke/mężczyzna rozmawiający z kobietą na peronie berlińskiego metra (ujęcie zapożyczone z filmu „Opowieść atlantycka” w reż. Wandy Jakubowskiej)
- Krzysztof Chamiec – SS-Sturmbannführer Müller[a] (w odc. 5 SS-Sturmbannführer Lothar)
- Janina Borońska – radiotelegrafistka Irena
- Alicja Zommer – doktor Marta Becher
- Andrzej May – Jacek, ochrona radiostacji
- Natalia Szymańska – staruszka
- Szczepan Baczyński – staruszek
- Seweryn Butrym – generał Helmut von Zauger[a] (w odc. 6 jako generał Wieringer)
- Ryszard Sobolewski – adiutant generała
- Janusz Ziejewski – niemiecki pułkownik na linii frontu
- Marek Dąbrowski – Fritz, adiutant Stedtkego
- Mirosław Szonert – oficer SS
- Jan Tesarz – szpicel, podwładny Stedtkego (w odc. 12 SS-mann jadący w pociągu razem z „Elsą Schmiedtke”)
- Zygmunt Nowicki – żandarm niemiecki „sprawdzający” dokumenty na dworcu w Berlinie, współpracownik radzieckiego wywiadu
- Jerzy Szpunar – Lothar Beitz, więzień w celi Klossa
- Jerzy Kaczmarek – Bruno Dreher, więzień w celi Klossa
- Zygmunt Malawski – Heinrich Vogel, więzień w celi Klossa
- Wiktor Nanowski – oficer radziecki przesłuchujący Klossa
- Czesław Przybyła – fryzjer więzienny
- Edward Radulski – więzień siedzący w celi z Klossem (w odc. 18 Schröder, oficer wzywany na przesłuchanie)
- Jan Rudnicki – Helmut Kloss, stryj Hansa Klossa

Fabuła

Rok 1941. Stanisław Kolicki (jak sam podaje, urodzony 17 grudnia 1920 w Kościerzynie) ucieka z niemieckiego więzienia w Królewcu i nawiązuje kontakt z Armią Czerwoną. Okazuje się, że przetrzymywany przez Rosjan niemiecki oficer Hans Kloss jest niezwykle podobny do Kolickiego. Po szybkim szkoleniu Kolicki zajmuje jego miejsce. Jako Kloss bierze udział w naradach taktycznych u gen. Wehringera, a następnie cenne informacje o planowanym natarciu na froncie przekazuje Rosjanom, którzy skwapliwie je wykorzystują. Obersturmführer Stedtke, oficer SS z otoczenia generała, rozpoczyna śledztwo mające na celu ustalenie sprawcy przecieku. Kloss znajduje się w kręgu podejrzanych. Co więcej, Marta – niemiecka lekarka, z którą romansuje Kloss, jest nieufna i śledzi go aż do miejsca zakonspirowanej radiostacji.

### 2. Hotel Excelsior
Reżyseria: Andrzej Konic

Obsada:

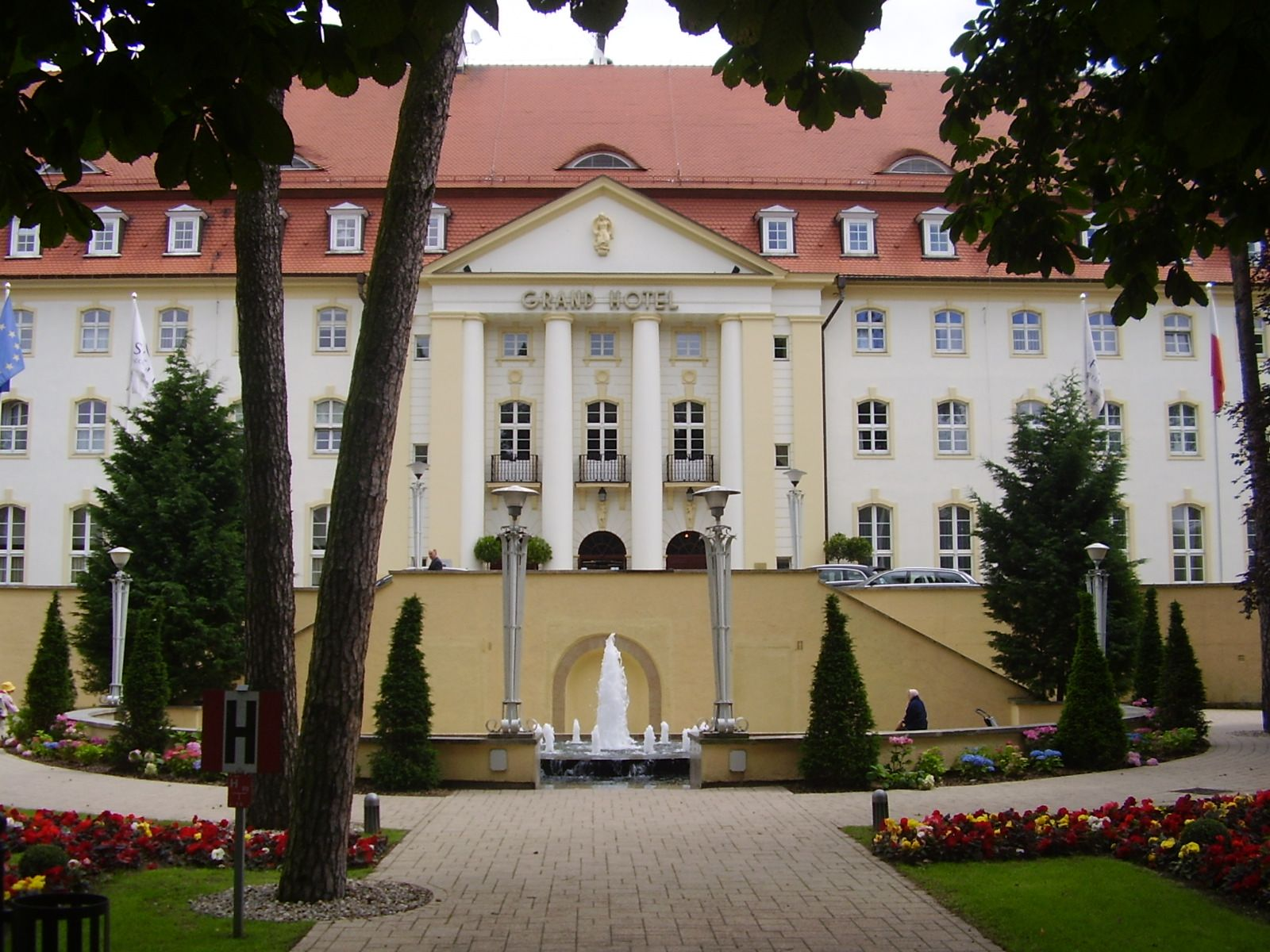
Grand Hotel w Sopocie – filmowy Hotel Excelsior

- Stanisław Mikulski – porucznik Hans Kloss/agent J-23
- Andrzej Konic – SA-Sturmführer, łącznik Klossa w Gdańsku
- Lucyna Winnicka – Ingrid Heizer, właścicielka „Cafe Ingrid”
- Tadeusz Bartosik – Johannes[a] Lemner, dyrektor hotelu „Excelsior”
- Tadeusz Gwiazdowski – Fryderyk, portier w hotelu „Excelsior”
- Mieczysław Kalenik – Hans Diederlich/Jan Derlacz, nauczyciel gimnastyki
- Bronisław Pawlik – łącznik Klossa z polskim podziemiem, antykwariusz
- Irena Karel – kelnerka Luzzi, kelnerka w „Cafe Ingrid”
- Halina Kosznik – Kluge, pokojówka w hotelu „Excelsior”
- Bohdana Majda – niania Emma Schmidt
- Janusz Kubicki – SS-Sturmbannführer Fritz Kopf[a], brat Erika
- Krzysztof Kalczyński – SS-Sturmführer Erik Kopf[a] udający kelnera w hotelu „Excelsior”, brat Fritza
- Lech Grzmociński – sierżant kontrolujący Klossa na dworcu w Gdańsku
- Józef Zacharewicz – Christianson
- Obsada dubbingu: Tadeusz Teodorczyk – sierżant kontrolujący Klossa na dworcu w Gdańsku; rola Lecha Grzmocińskiego

Fabuła

Rok 1942, Gdańsk. Kloss – na urlopie – prowadzi dochodzenie w celu ustalenia przyczyny paraliżu gdańskiej siatki i sprawcy, który wsypał „pierwszego” (szefa siatki). Kloss ma umówione spotkanie z „drugim” (którego nie zna) w hotelu Excelsior, gdzie wynajmuje pokój na czas urlopu. Kontakt z gdańską siatką zapewnia mu Georg (Andrzej Konic – reżyser odcinka), z którym przeprowadza słynną, długą wymianę haseł i odzewów (m.in. „W zeszłym roku o tej porze padał deszcz. – Deszcz ze śniegiem.”). Z jego pomocą rozpoczyna kontrolę poszczególnych członków siatki, jednak nie znajduje zdrajcy. W międzyczasie dowiadujemy się także, że Gestapo ma w hotelu agentów. Kloss próbuje zdobyć względy Ingrid Heizer, właścicielki kawiarni. Ingrid pojawia się w Excelsiorze dokładnie wtedy, gdy Kloss ma spotkać się z „drugim”.

### 3. Ściśle tajne
Reżyseria: Janusz Morgenstern

Obsada:

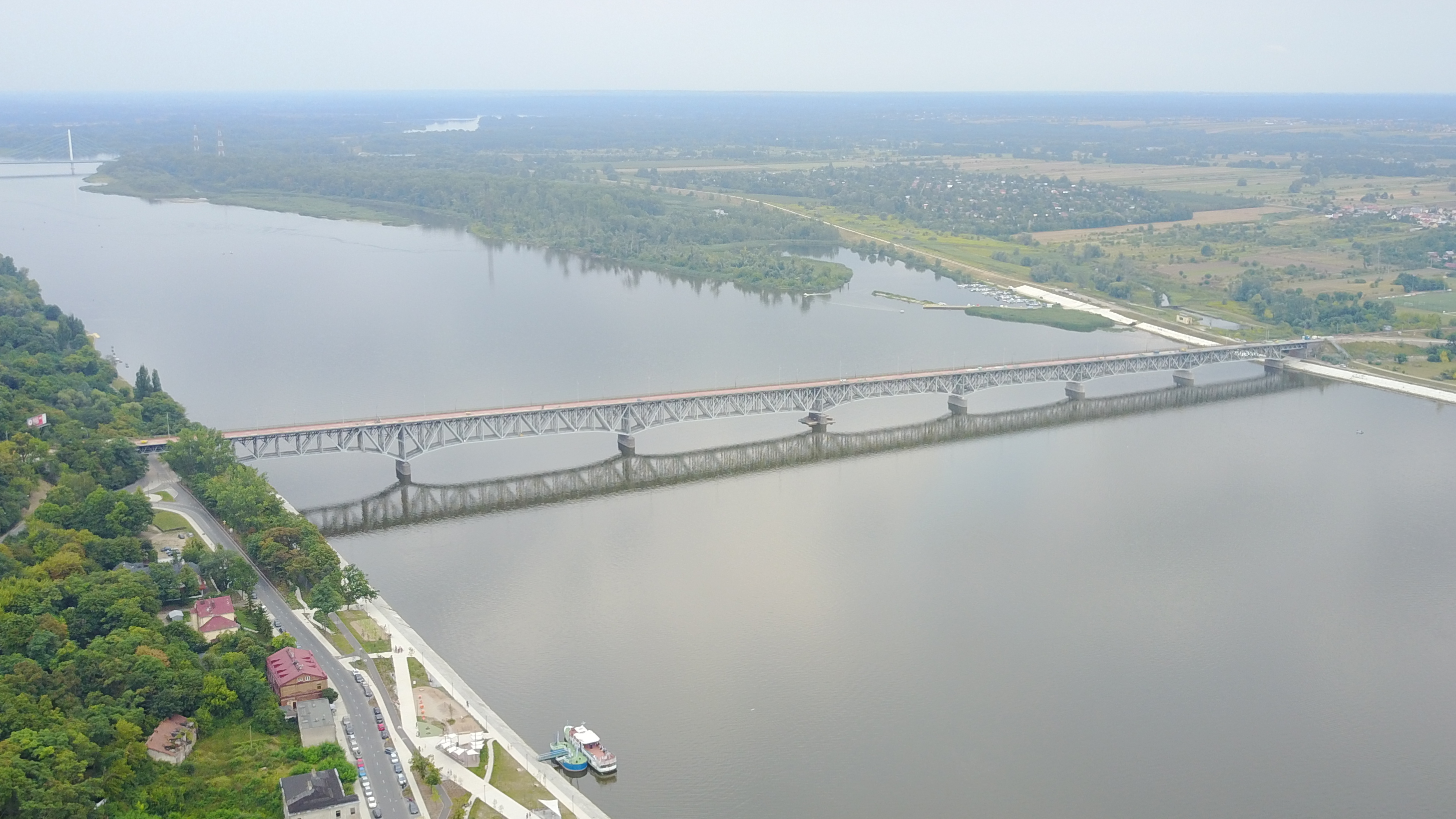
Most drogowo-kolejowy w Płocku

- Stanisław Mikulski – porucznik Hans Kloss/agent J-23
- Tadeusz Schmidt – major Horst, przełożony Klossa
- Emil Karewicz – SS-Sturmbannführer Hermann Brunner
- Mieczysław Waśkowski – SS-Scharführer Glaubel, nosi mundur partyjny NSDAP z dystynkcjami Hauptbereitschaftsleitera.
- Igor Śmiałowski – inżynier Erwin Reil
- Krystyna Feldman – sekretarka Reila
- Wanda Koczeska – Basia Reczko, sekretarka Reila
- Leon Niemczyk – Rioletto
- Lech Ordon – Puschke, zastępca Reila, nosi mundur partyjny NSDAP z dystynkcjami Obergemeinschaftsleitera
- Marian Opania – Kazik Okoń vel Kazimierz Truchanowicz
- Tadeusz Kalinowski – kreisleiter
- Małgorzata Lorentowicz – żona kreisleitera
- Tadeusz Teodorczyk – listonosz z paczką-bombą
- Jerzy Walczak – konspirator „Edward Kania”
- Andrzej Jurga – partyzant pozorujący wymierzanie sprawiedliwości agentowi Rioletto
- Jan Koecher – doktor Pulkowski
- Tadeusz Ordeyg – gość na przyjęciu u kreisleitera

Fabuła

Rok 1942. W zakładach Reil Werke przetrzymywany jest polski specjalista od napędów rakietowych, dr Pulkowski, którego Gestapo i sam E. Reil próbują skłonić do współpracy. „Centrala” siatki, do której należy J-23, żąda odbicia Pulkowskiego. Na przyjęciu u kreisleitera Kloss poznaje Reila. Jednocześnie dwójka agentów polskiego podziemia próbuje przeniknąć do zakładów. Jeden z nich, Kazik zostaje zdekonspirowany i jest śledzony przez Gestapo (w odcinku po raz pierwszy pojawia się nadzorujący śledztwo Hermann Brunner). Drugą agentką jest Basia, sekretarka i kochanka Reila. W tę sieć wzajemnych powiązań włącza się jeszcze występujący na przyjęciu u Kreisleitera prestidigitator Rioletto, który niespodziewanie pojawia się w mieszkaniu Basi, a wcześniej szantażuje podwładnego Kreisleitera, oficera Puschke. Kloss musi rozwikłać tę sieć, w której stawką jest życie Pulkowskiego.

### 4. Café Rose
Reżyseria: Andrzej Konic

Obsada:

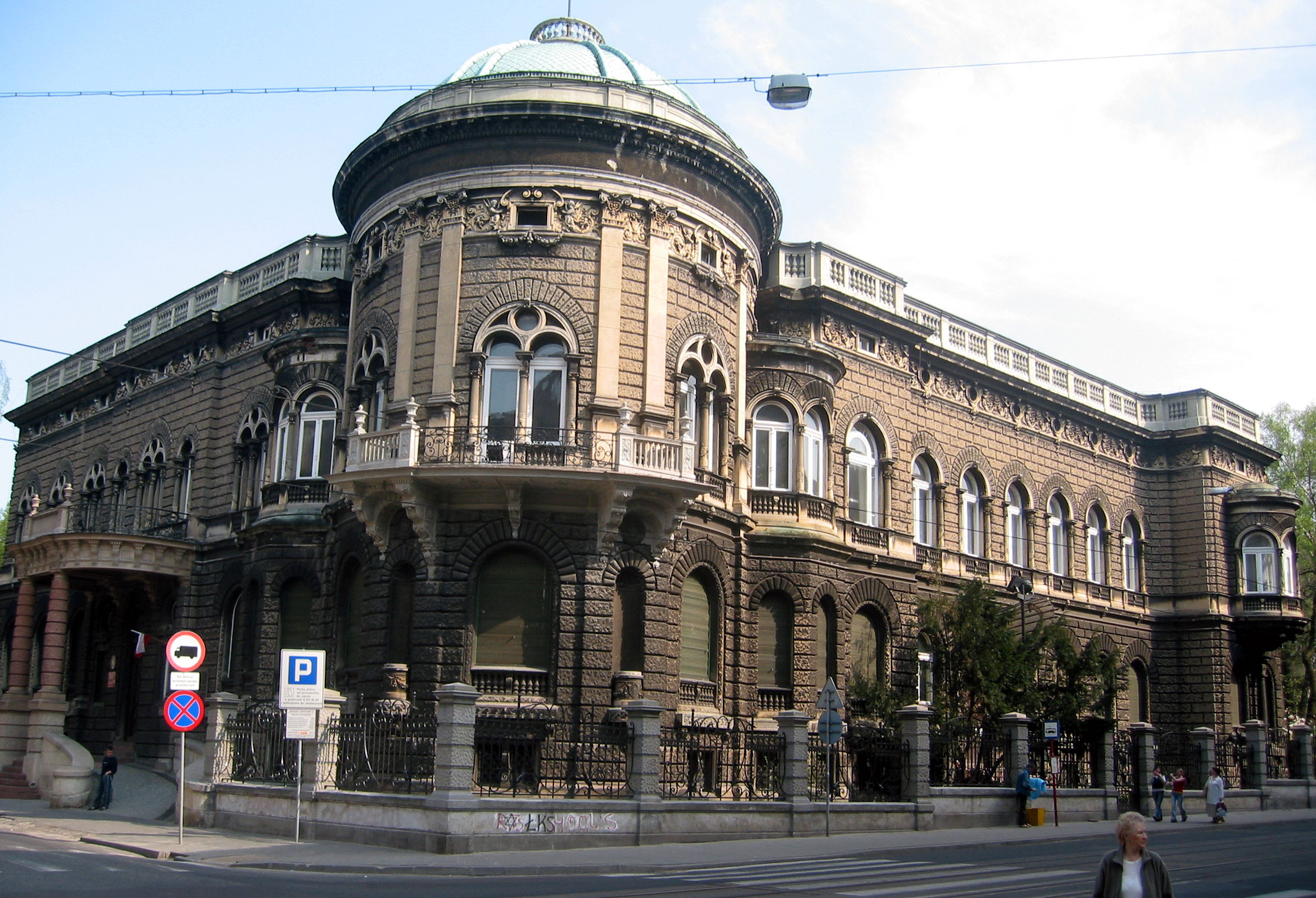
Pałac Karola Poznańskiego

- Stanisław Mikulski – porucznik Hans Kloss/agent J-23
- Joanna Jedlewska – Marta Kovacs
- Eugeniusz Kamiński – SS-Sturmbannführer Meissner
- Alina Janowska – Rose Ahrens, właścicielka „Cafe Rose”
- Janusz Bylczyński – radca handlowy Witte
- Edmund Fetting – Christopoulis
- Leon Pietraszkiewicz – właściciel pensjonatu „Orient”
- Mieczysław Voit – książę Mdżawanadze
- Jerzy Przybylski – konsul Grandel
- Jolanta Wołłejko – tancerka, członkini siatki Rose Ahrens
- Barbara Klimkiewicz – Elsa von Tilden
- Zbigniew Jabłoński – urzędnik turecki przyznający Klossowi wizę, następnie nakazujący śledzenie go
- Henryk Abbe – niemowa Aram, lokaj księcia
- Maria Dowbór-Lewandowska – tenisistka rozmawiająca z Christopoulisem
- Helena Gruszecka – służąca pani Rose

Fabuła

Rok 1942. Kloss, jako agent Reichssicherheitshauptamtu, jedzie do Stambułu, wiedząc jedynie, że ma szukać kontaktu w kawiarni Café Rose. Po drodze poznaje Martę Kovacs, inną agentkę RSHA, a także zaznajamia się ze swoimi zadaniami na miejscu, które mają polegać na podszywaniu się pod niemieckiego handlowca oraz zlikwidowaniu angielskiej siatki wywiadowczej. Na miejscu Kloss oficjalnie poznaje konsula Grandela i radcę Wittego oraz – mniej oficjalnie – nawiązuje kontakt z Rose Ahrens, agentką sowieckiego wywiadu. Witte robi ciemne interesy z Grekiem Christopoulisem, i czuje się zagrożony obecnością Klossa. Wszyscy spotykają się na przyjęciu u konsula – jest tam obecny także tajemniczy książę Mdżawanadze – gdzie Rose zostaje w zagadkowy sposób zamordowana, zaś Kloss odnosi słuszne wrażenie, że w tym towarzystwie każdy podejrzewa każdego o bycie agentem.

### 5. Ostatnia szansa
Reżyseria: Andrzej Konic

Obsada:

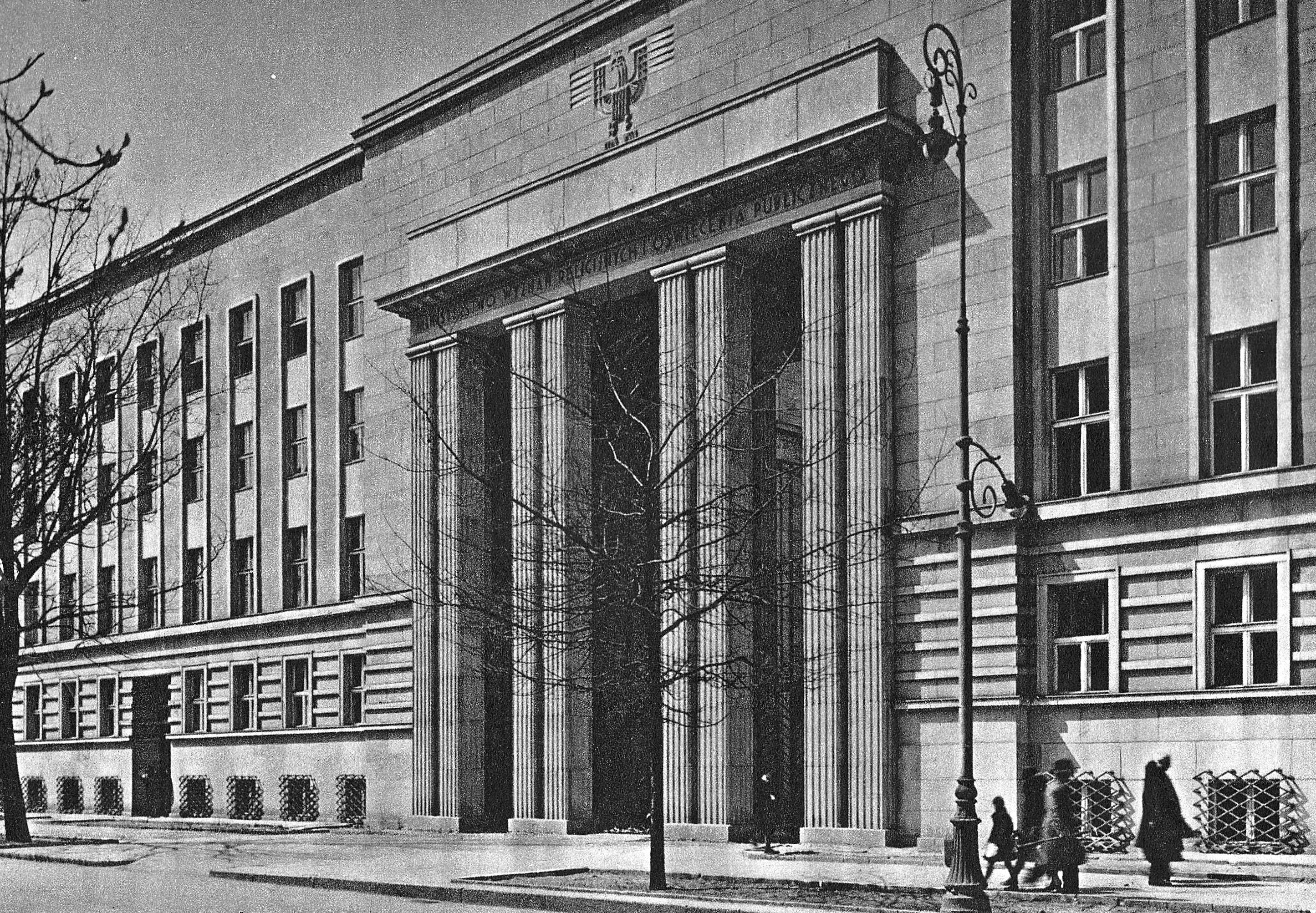
Gmach Ministerstwa Wyznań Religijnych i Oświecenia Publicznego w al. J.Ch. Szucha 25, podczas okupacji siedziba warszawskiego Gestapo

- Stanisław Mikulski – porucznik Hans Kloss/agent J-23
- Ignacy Gogolewski – kapitan Willi Ruppert
- Mariusz Dmochowski – SS-Gruppenführer Ludwig Fischer
- Krzysztof Chamiec – SS-Sturmbannführer Lothar (w odc. 1 SS-Sturmbannführer Müller)
- Iga Cembrzyńska – Benita von Henning
- Ewa Wiśniewska – Anna
- Bronisław Pawlik – łącznik Klossa z polskim podziemiem, antykwariusz
- Piotr Pawłowski – Adam Schmidt
- Jolanta Zykun – Agnieszka
- Marian Łącz – tajniak pilnujący Rupperta w kawiarni
- Sylwester Przedwojewski – żołnierz niemiecki w samochodzie, łącznik tajniaków z centralą
- Józef Zbiróg – tajniak pilnujący Rupperta w kawiarni, potem śledzący Annę
- Janusz Mazanek – generał sugerujący Ruppertowi samobójstwo
- Helena Norowicz – Ilza Althof[a], żona kapitana Rupperta
- Henryk Szletyński – profesor von Henning

Fabuła

Polski wywiad szantażuje kapitana Rupperta, zmuszając go do szpiegostwa. Ruppert ma fotografować dla polskiego podziemia plany konstrukcji, nad którymi pracuje profesor von Henning. Szybko jednak okazuje się, że Ruppert to broń obosieczna, bowiem córka profesora Benita jest agentką Gestapo i dekonspiruje go. Gestapo zmusza Rupperta do współpracy, co stwarza zagrożenie dla polskiej siatki. Kloss wraz z agentką Anną próbuje kontynuować operację wykradania dokumentów von Henninga. Wszystko idzie dobrze, dopóki Ruppert przypadkowo na ulicy nie rozpoznaje Anny (która była jego kontaktem z polskim wywiadem).

### 6. Żelazny Krzyż
Reżyseria: Janusz Morgenstern

Obsada:

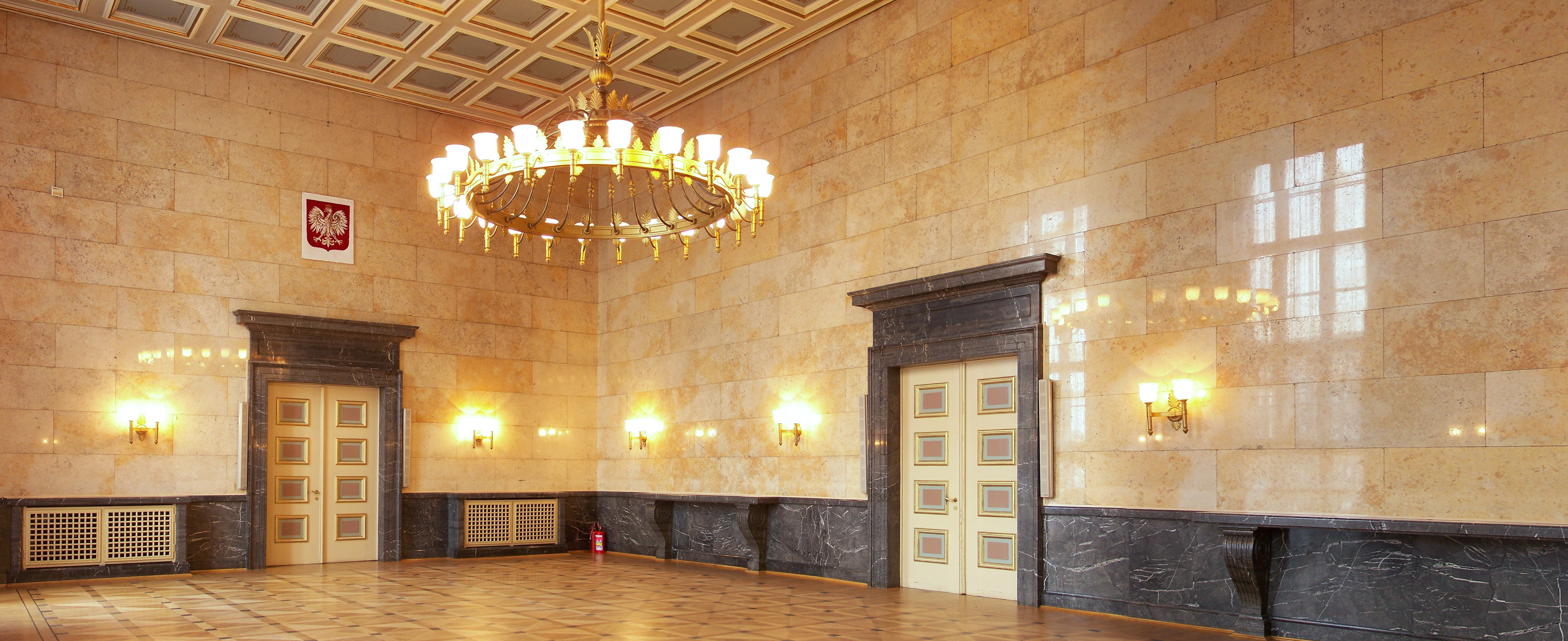
Sala marmurowa w gmachu Sejmu Śląskiego w Katowicach. Obecny jej wygląd zaprojektował Albert Speer dla urzędującego tu gauleitera. Jest to jedyne miejsce w Polsce, gdzie zachowała się tego typu nazistowska architektura. Posłużyła jako plan sceny nadania Klossowi Żelaznego Krzyża. Scenę w rzeczywistości nakręcono w Łodzi w obecnym Muzeum Kinematografii.

- Stanisław Mikulski – porucznik Hans Kloss/agent J-23
- Władysław Hańcza – hrabia Edwin Wąsowski
- Ignacy Machowski – SS-Standartenführer Max Dibelius (w odc. 10 SS-Standartenführer Lütz[a])
- Gustaw Lutkiewicz – SS-Hauptsturmführer Adolf[a] Lohse
- Bronisław Pawlik – łącznik Klossa z polskim podziemiem, antykwariusz
- Tadeusz Białoszczyński – pułkownik Herbert Reiner
- Zygmunt Maciejewski – SS-Gruppenführer
- Leonard Andrzejewski – lokaj Franciszek Mrożek
- Seweryn Butrym – generał Wieringer (w odc. 1 generał Helmut von Zauger[a])
- Jerzy Braszka – adiutant pułkownika Herberta Reinera
- Tadeusz Kaźmierski – major ze sztabu generała Wieringera, świadek aresztowania Reichenbacha
- Tadeusz Kosudarski – oficer, gość hrabiego Wąsowskiego proponujący odwiezienie Dibeliusowi

Fabuła

Rok 1943. Kloss jest podkomendnym pułkownika Reinera. Pułkownik wraz z wieloma innymi wysokimi oficerami Wehrmachtu i SS (m.in. Standartenführerem Maxem Dibeliusem) bierze udział w polowaniach i wystawnych ucztach organizowanych przez hrabiego Wąsowskiego. Hrabia (mający koneksje nie tylko w armii, ale i arystokracji) okazuje się być agentem polskiego wywiadu (z „grupy Niemcy”). Wpada przypadkiem, gdy Dibelius znajduje w jego domu mikrofilmy. Więzionym przez SS hrabią zajmują się esesman Lohse i Kloss. Ich dowódcy są przekonani, że Lohse i Kloss są na tropie ważnej szpiegowskiej afery, ale chyba nie do końca spodziewają się, jakie zeznania Kloss chce uzyskać od Wąsowskiego.

### 7. Podwójny nelson
Reżyseria: Janusz Morgenstern

Obsada:

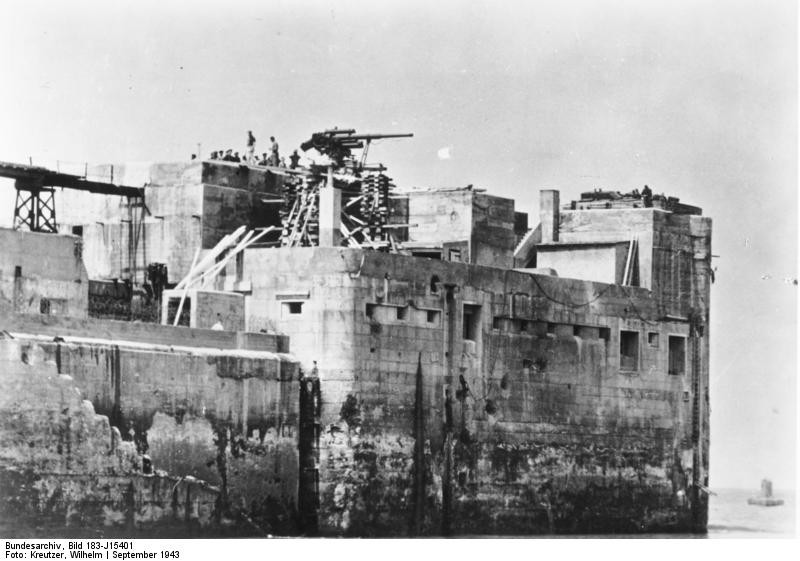
Wał Atlantycki

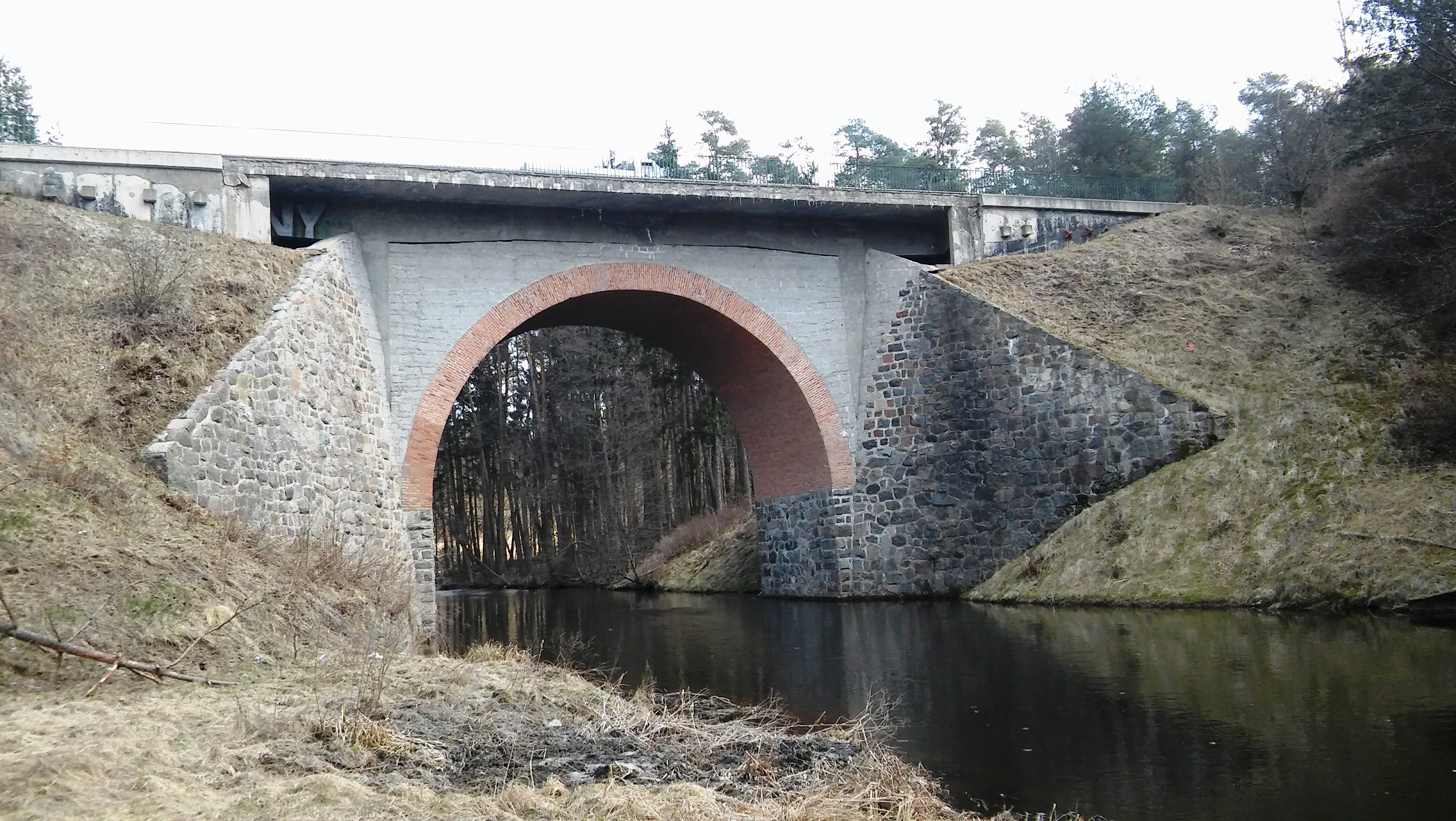
Most w Dywitach, z którego spada samochód z nadradcą Gebhardtem

- Stanisław Mikulski – porucznik Hans Kloss/agent J-23
- Wiesława Mazurkiewicz – major Hanna Bösel
- Henryk Bąk – nadradca Gebhardt z Ministerstwa Propagandy
- Iwa Młodnicka – Ewa Fromm
- Artur Młodnicki – generał Langer (w odc. 12. generał von Bolt)
- Adam Pawlikowski – kapitan Franz[a] Boldt
- Alfreda Passendorfer - kobieta w lokalu w Lisku
- Jerzy Passendorfer - barman
- Feliks Żukowski – pułkownik „Kornel”, oficer brytyjskiego wywiadu
- Aleksander Sewruk – łącznik
- Adam Perzyk – kelner Pusch
- Helena Białecka – kelnerka
- Kazimierz Błaszczyński – oficer dyżurny w ministerstwie
- Andrzej Burzyński – żołnierz meldujący o pościgu
- Antoni Chętko – tajniak
- Karol Hruby – oficer odkrywający skrytkę Ewy Fromm
- Irena Ładosiówna – babcia, łączniczka Hanny Bösel z pułkownikiem „Kornelem”
- Janusz Sykutera – oficer na korytarzu pociągu jadącego do Liska (w odc. 16 porucznik Schramm, oficer sztabowy generała Pfistera)
- Andrzej Wiśniewski – tajniak
- Tadeusz Woźniaki – pułkownik w ministerstwie rozmawiający z Ewą Fromm
- Jacek Zbrożek – Wacek, akowiec pilnujący Klossa
- Obsada dubbingu Leon Niemczyk – kapitan Franz[a] Boldt; rola Adama Pawlikowskiego
- Obsada dubbingu Tadeusz Teodorczyk – żołnierz informujący, że Gebhardt przejechał Ostrówek

Fabuła

Rok 1943. Ewa Fromm, sekretarka w siedzibie Abwehry, zostaje zdekonspirowana jako szpieg. Abwehra nie jest jednak w stanie ustalić, kto jest kontaktem Fromm. Dowództwo postanawia, że major Hanna Bösel, podając się za Ewę Fromm, uda się (wraz z Klossem) do miejscowości wypoczynkowej Lisko Zdrój na spotkanie alianckiego agenta „Kornela” i wręczy mu sfałszowane mikrofilmy z planami Wału Atlantyckiego. Hanna wciąż podejrzewa Klossa o bycie kontaktem Fromm. Z kolei Kloss śledzi Hannę, gdyż obawia się, by nie zaszkodziła Kornelowi. Gdy ginie kelner Pusch (hitlerowski agent), napięcie między Klossem a Bösel rośnie, zaś w rozgrywkę między nimi miesza się dodatkowo nadradca Gebhardt – kuracjusz w sanatorium, towarzyszący obojgu od przyjazdu na miejsce, który poszukuje czegoś w pobliskim lesie.

### 8. Wielka wsypa
Reżyseria: Janusz Morgenstern

Obsada:

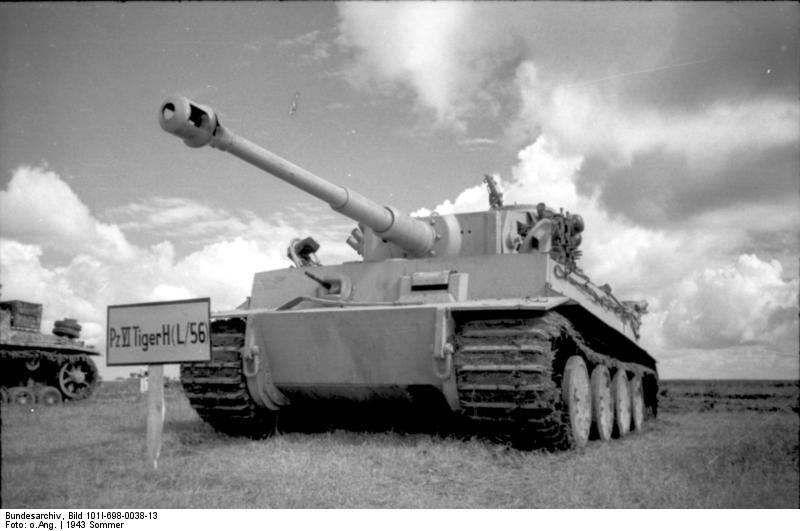
Czołg niemiecki PzKpfw VI Tiger

- Stanisław Mikulski – porucznik Hans Kloss/agent J-23
- Emil Karewicz – SS-Hauptsturmführer Hermann Brunner
- Czesław Wołłejko – SS-Sturmbannführer Geibel
- Janusz Kłosiński – Józef Filipiak „Filip”, łącznik Klossa z podziemiem działający jako dentysta Jan Sokolnicki
- Bogusław Sochnacki – szmugler Zając, agent Gestapo „Wolf”
- Barbara Sołtysik – gwardzistka Marta, radiotelegrafistka z oddziału „Bartka”
- Stefan Śródka – kapitan „Bartek”, dowódca oddziału partyzanckiego GL
- Bronisław Pawlik – „Grzegorz” zegarmistrz, zastępca „Bartka” (w innych odcinkach antykwariusz, łącznik Klossa z polskim podziemiem)
- Jerzy Karaszkiewicz – gwardzista „Franek”
- Jan Ciecierski – gajowy Rudziński, szwagier Zająca
- Barbara Drapińska – Irmina Kobus
- Józef Pieracki – inżynier Meier
- Kazimierz Błaszczyński – oficer meldujący na poligonie o udanej próbie
- Stanisław Jaśkiewicz – generał obserwujący na poligonie nowy czołg
- Edward Sosna – oficer na poligonie (w odc. 17 polski wartownik)
- Mieczysław Milecki – pułkownik Rhode, przełożony Klossa
- Czesław Piaskowski – „ślepy” grajek, konspirator GL
- Grzegorz Roman – chłopiec „prowadzący” grajka
- Andrzej Kotkowski – gwardzista z oddziału „Bartka”
- Iwona Słoczyńska – kobieta na fotelu dentystycznym podczas aresztowania Sokolnickiego (w odc. 9 Gerda Leschke)
- Alicja Sobieraj – gospodyni

Fabuła

Rok 1943. Kloss ochrania inżyniera Meiera, wynalazcę nowego prototypu czołgu. J-23 łatwo wykrada plany prototypu, i za pomocą siatki – której pierwszym ogniwem jest dentysta Sokolnicki („Filip”) – melduje do centrali, prosząc o bombardowanie poligonu z konstrukcją Meiera. Gdy Sokolnickiego aresztuje Gestapo, siatka rozpada się, a jej członkowie dołączają do oddziału partyzanckiego GL, przenosząc tam radiostację. Zatem Kloss także – w przebraniu partyzanta – udaje się do „leśnych”. Niestety wskutek zbiegu okoliczności to właśnie na niego pada podejrzenie, że jest zdrajcą Sokolnickiego. Tymczasem prawdziwy agent Gestapo ciągle działa. Konsekwencje mogą okazać się bardzo poważne.

### 9. Genialny plan pułkownika Krafta
Reżyseria: Janusz Morgenstern

Obsada:

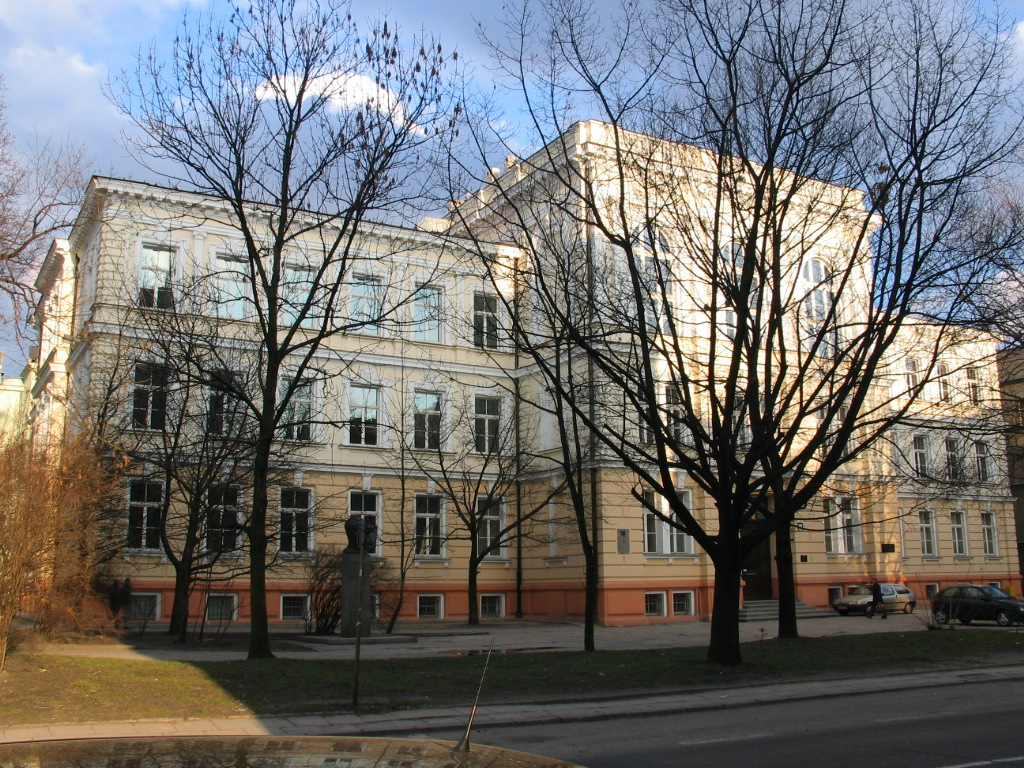
Budynek III Liceum Ogólnokształcące im. Tadeusza Kościuszki w Łodzi – miejsce kręcenia serialu

- Stanisław Mikulski – porucznik Hans Kloss/agent J-23
- Zdzisław Mrożewski – pułkownik Kraft
- Maciej Damięcki – rola braci bliźniaków: Wacek Słowikowski (nazwisko panieńskie matki), Kameradschaftsführer Hitlerjugend Eryk Getting
- Józef Nalberczak – „Wojtek”, szef siatki GL
- Joanna Jędryka – Basia Borzemska, dziewczyna Wacka, konspiratorka AK
- Tadeusz Schmidt – major Horst, przełożony Klossa
- August Kowalczyk – SS-Sturmbannführer Johann Dehne
- Iwona Słoczyńska – Gerda Leschke, sekretarka Dehnego (w odc. 8 jako kobieta na fotelu dentystycznym)
- Jan Englert – gwardzista „Tadek”
- Andrzej Jurczak – gwardzista „Stefan”
- Elżbieta Borkowska – łączniczka GL Joanna Perkowska
- Zbigniew Bielski – członek grupy rozstrzeliwującej Gettinga

Fabuła

Nowy dowódca Klossa, pułkownik Kraft, żołnierz „starej szkoły Abwehry” obmyśla sprytny plan, w myśl którego jego wychowanek Eryk Getting ma zostać wyszkolony na tajnego agenta operującego w Iranie. Tymczasem bliźniak Gettinga, Wacek Słowikowski nawiązuje przypadkowy kontakt z agentką Joanną, członkinią siatki, do której należy także J-23.

### 10. W imieniu Rzeczypospolitej
Reżyseria: Janusz Morgenstern

Obsada:

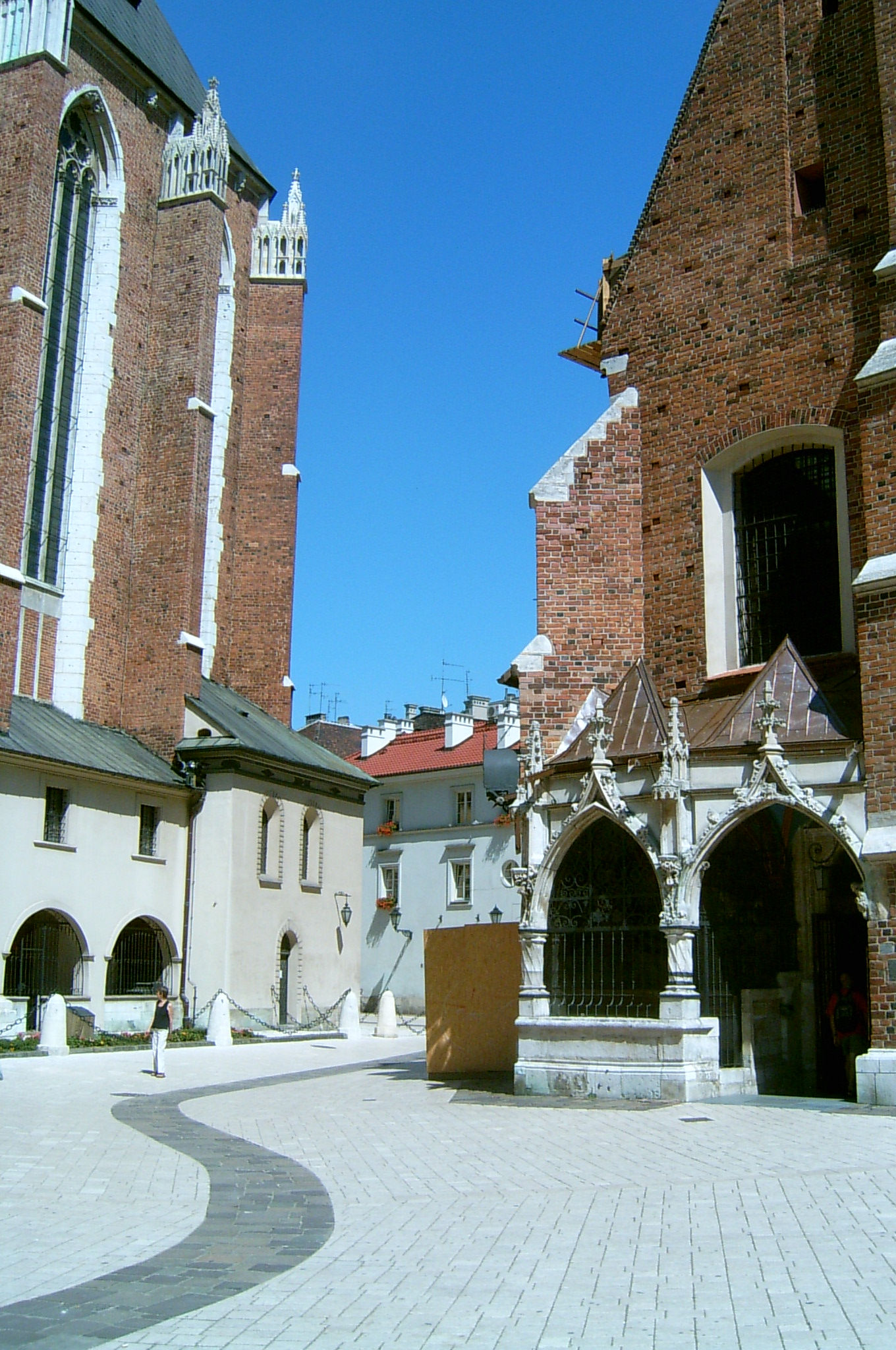
Kraków – pobliże kościoła Mariackiego

- Stanisław Mikulski – porucznik Hans Kloss/agent J-23
- Stanisław Niwiński – porucznik Neumann
- Bolesław Płotnicki – Józef Podlasiński, konspirator AL
- Władysław Kowalski – inkasent Adam Pruchnal, konspirator AL
- Jerzy Trela – aelowiec Romek
- Anna Pleskaczewska – kelnerka Stasia Zarębska, konspiratorka AL
- Ignacy Machowski – SS-Standartenführer Lütz[a] (w odc. 6 SS-Standartenführer Max Dibelius)
- Mieczysław Stoor – SS-Obersturmführer Hans[a] Stedtke
- Józef Nowak – major „Stefan”, dowódca oddziału partyzantów AL
- Jerzy Nowak – krawiec Marian Skowronek
- Bolesław Smela – wysłannik z „Centrali”
- Euzebiusz Luberadzki – wysłannik z „Centrali”
- Krzysztof Materna – partyzant AL
- Leopold René Nowak – SS-Scharführer Brunsch (w odc. 16 podoficer meldujący o zabójstwie Knocha)
- Mieczysław Janowski – partyzant AL (w odc. 12 żołnierz pilnujący Christin Kield)
- Tomira Kowalik – dziewczyna całująca się w fotoplastikonie (w odc. 13. Gerda Tinsler)
- Józef Osławski – tajniak w restauracji (w odc. 16 oficer przy transporterze mówiący o rozstrzelaniu spadochroniarzy)
- Roman Stankiewicz – kapitan w kantynie, który „wolałby być potrzebny w miejscu bardziej oddalonym od bolszewików”

Fabuła

Kraków, 1944 (według błędnej chronologii serialu). Kloss pracuje razem z wąską kilkuosobową siatką, w której zna tylko jedną osobę – swój „kontakt” – emeryta Podlasińskiego. Nikt w siatce nie wie, że należący do niej radiotelegrafista (krawiec Skowronek) jest szantażowany przez Gestapo, które zmusza go do wysyłania fałszywych meldunków. Gdy sytuacja ta przedłuża się, „Centrala” dochodzi do wniosku, że J-23 może udzielać fałszywych meldunków z rozmysłem i zaczyna podejrzewać go o zdradę.

### 11. Hasło
Reżyseria: Andrzej Konic

Obsada:

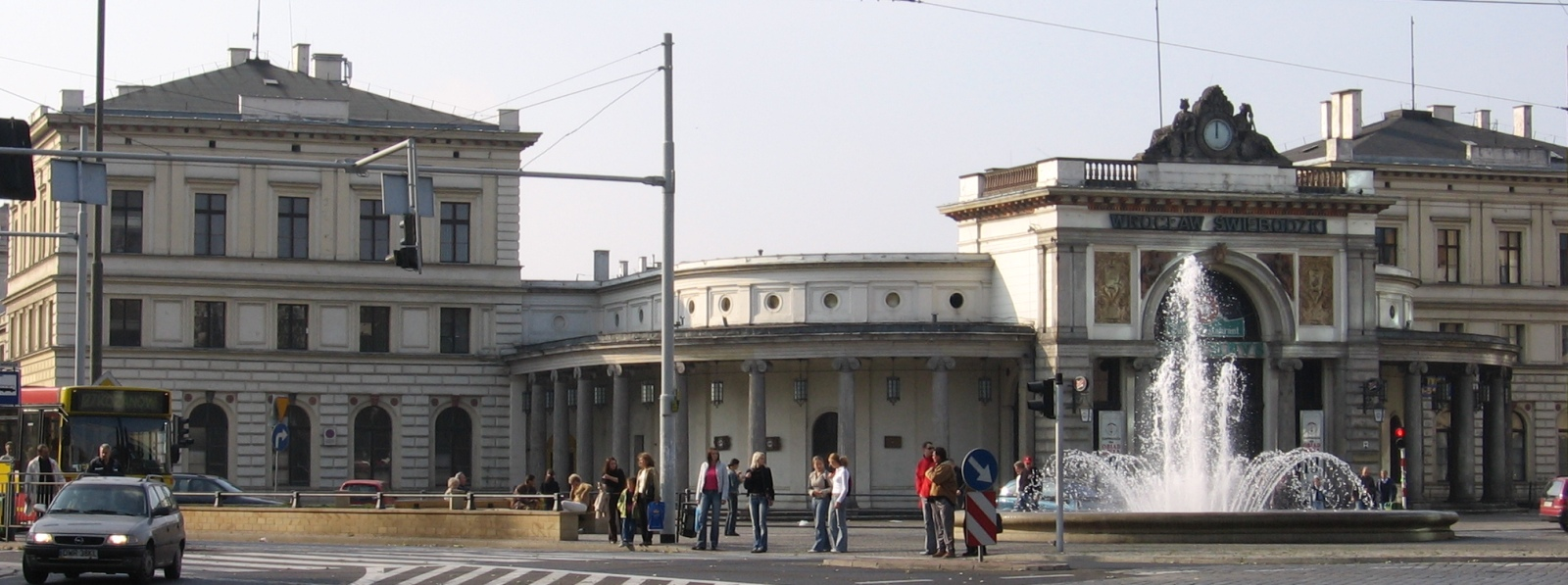
Dworzec Wrocław Świebodzki

- Stanisław Mikulski – porucznik Hans Kloss/agent J-23
- Eliasz Kuziemski – major H. Elert
- Leszek Herdegen – porucznik Erik[a] von Vormann (w odc. 13 angielski pułkownik Nichols)
- Lidia Korsakówna – Jeanne Mole
- Zdzisław Kuźniar – oficer Wehrmachtu, znajomy Jeanne Mole
- Edward Linde-Lubaszenko – oficer Luftwaffe
- Igor Przegrodzki – lekarz Abwehry
- Leonard Pietraszak – Hubert Ormel
- Zdzisław Szymański – kolejarz, łącznik Klossa
- Andrzej Polkowski – „Hugon”, szef maquis
- Halina Buyno-Łoza – gosposia Jeanne Mole
- Tadeusz Galia – Franz, człowiek Elerta śledzący Klossa
- Zbigniew Lesień – żołnierz ze sztabu Abwehry odprowadzający Klossa na kwaterę
- Czesław Piaskowski – żandarm sprawdzający dokumenty jadących ciężarówką

Fabuła

Kloss zostaje wysłany do Francji (miejscowość Saint-Gille). Zamierza skontaktować się z lokalnym ruchem oporu, a posłużyć do tego ma hasło „W Paryżu najlepsze kasztany są na placu Pigalle”. Francuzi nie wiedzą, jak wygląda Kloss, stąd szukający z nim kontaktu Hubert zaczepia omyłkowo w kawiarni porucznika von Vormanna (który przybył na miejsce działania wcześniej niż Kloss), zdradzając mu hasło. Dzięki temu von Vormann i jego dowódca, major Elert, rozpoczynają „łowy” na tego, kto będzie znał odzew do hasła. Kloss, po przybyciu do Francji, spotyka się z von Vormannem – z którym ma pracować – i słysząc od von Vormanna hasło, zdradza się, wypowiadając odzew. Von Vormann zaczyna szantażować Klossa, co rozpoczyna niebezpieczną grę, w której stawką jest niebezpieczeństwo jego dekonspiracji.

### 12. Zdrada
Reżyseria: Andrzej Konic

Obsada:

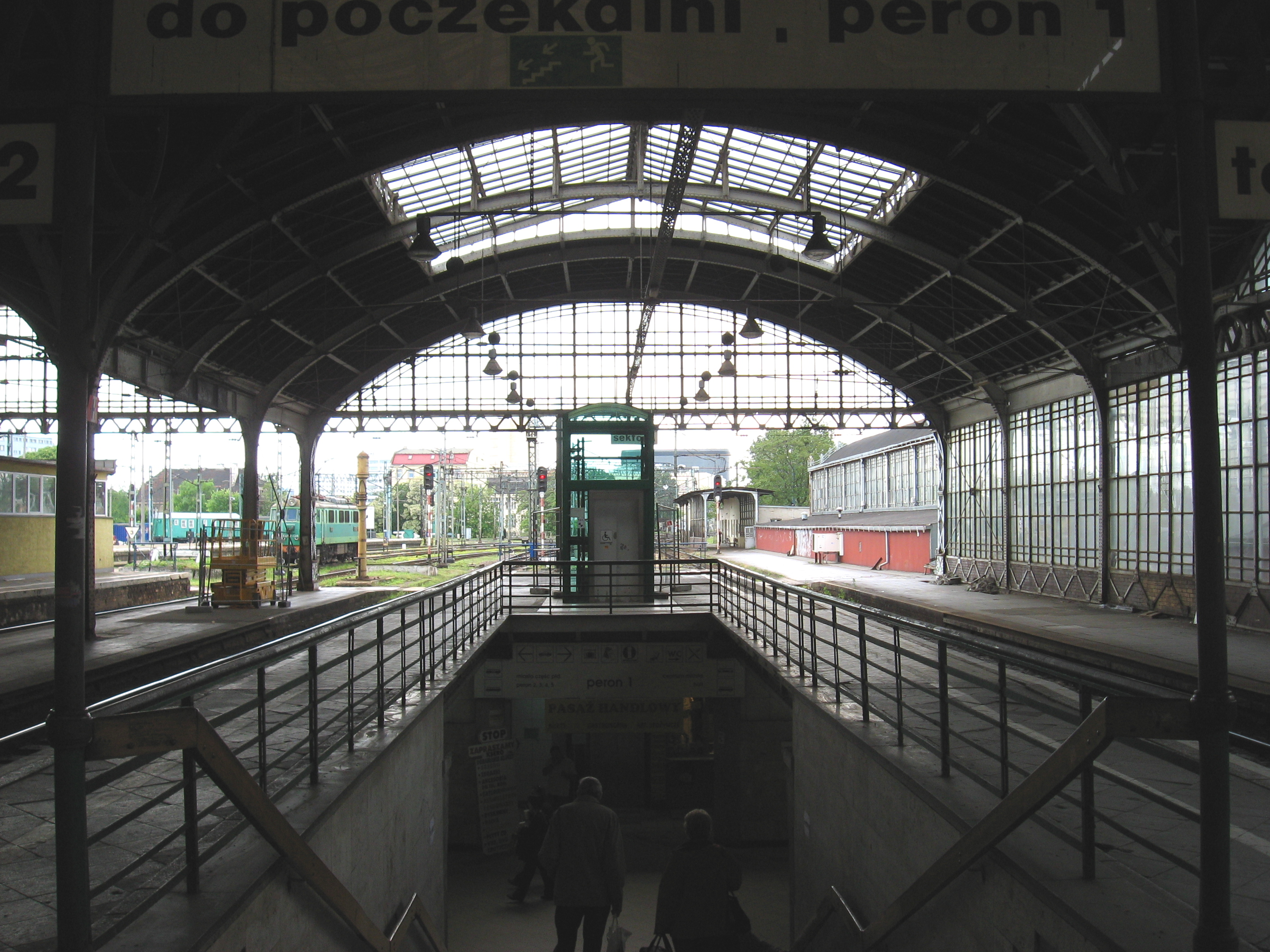
Peron na dworcu Wrocław Główny imitujący dworzec w Berlinie

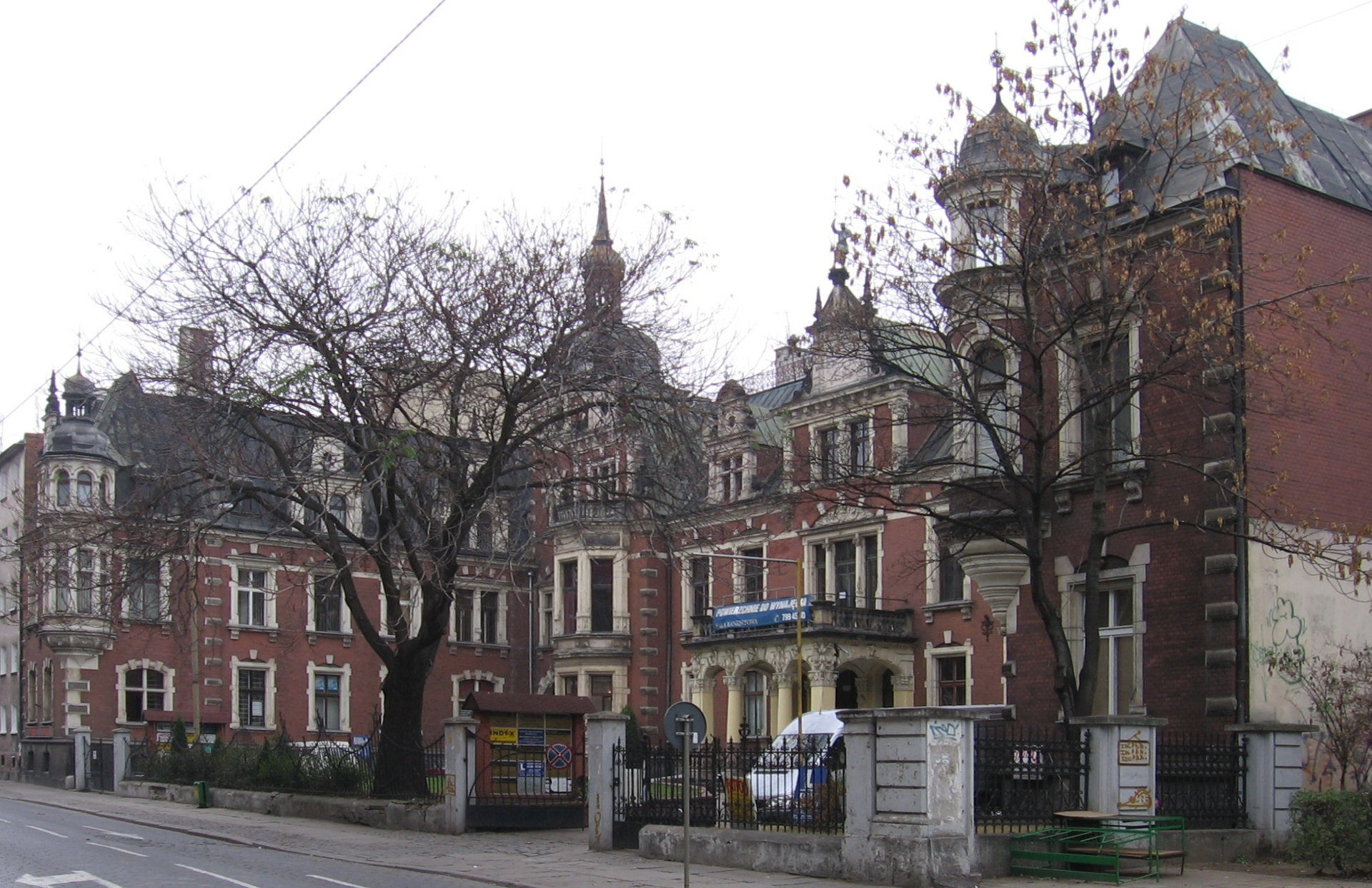
„Pałacyk” we Wrocławiu – filmowa siedziba Abwehry

- Stanisław Mikulski – porucznik Hans Kloss/agent J-23
- Beata Tyszkiewicz – Christin Kield
- Artur Młodnicki – generał von Boldt (w odc. 7 generał Langer)
- Eugeniusz Kujawski – porucznik Schultz
- Wojciech Duryasz – porucznik Stolp, adiutant generała von Boldta
- Roman Sykała – SS-Standartenführer Müller
- Ryszard Filipski – SS-Sturmbannführer Fritz Schabe
- Alicja Sędzińska – Berta, przyjaciółka Christin
- Adolf Chronicki – pułkownik Schmeck, przyjaciel Berty
- Jerzy Block – „Oskar”, łącznik Klossa
- Mieczysław Janowski – żołnierz pilnujący Christin Kield w piwnicy von Boldta (w odc. 10 partyzant)
- Anna Seniuk – łączniczka „Elsa Schmiedtke”
- Jan Tesarz – esesman jadący w pociągu razem z „Elsą Schmiedtke” (w odc. 1 szpicel, podwładny Stedtkego)
- Marek Barbasiewicz – major, adiutant admirała Canarisa
- Bolesław Abart – tajniak na peronie
- Krzysztof Fus – „Robert”, łącznik ginący pod kołami pociągu
- Zygmunt Hübner – admirał Wilhelm Canaris; nie jest jednak pewne, czy Canarisa gra Hübner, w rzeczywistości widzimy jedynie oczy i dłoń aktora, natomiast głos Canarisa to rzeczywiście głos Hübnera

Fabuła

Rok 1944, Berlin. Kloss obserwuje Christin Kield, szwedzką śpiewaczkę i łączniczkę wywiadu, która – kierowana rzekomo rozpaczą po narzeczonym (niemieckim oficerze poległym w Polsce) – dopuszcza się zdrady, współpracując z Gestapo. Z tego powodu Kloss ma rozkaz zabić Christin, zanim ta umożliwi gestapowcom schwytanie łączniczki Elsy na berlińskim dworcu. Niespodziewanie Christin zostaje porwana i ani Kloss, ani Gestapo nie potrafią jej odnaleźć. Kloss przeszukuje puste mieszkanie Kield i znajduje tam tajemniczą kartkę, a także spotyka Stolpa, asystenta generała von Bolta. Wkrótce okaże się, że przeszłość Szwedki jest dużo bardziej skomplikowana, a zależy na niej więcej niż dwu stronom.

### 13. Bez instrukcji
Reżyseria: Janusz Morgenstern

Obsada:

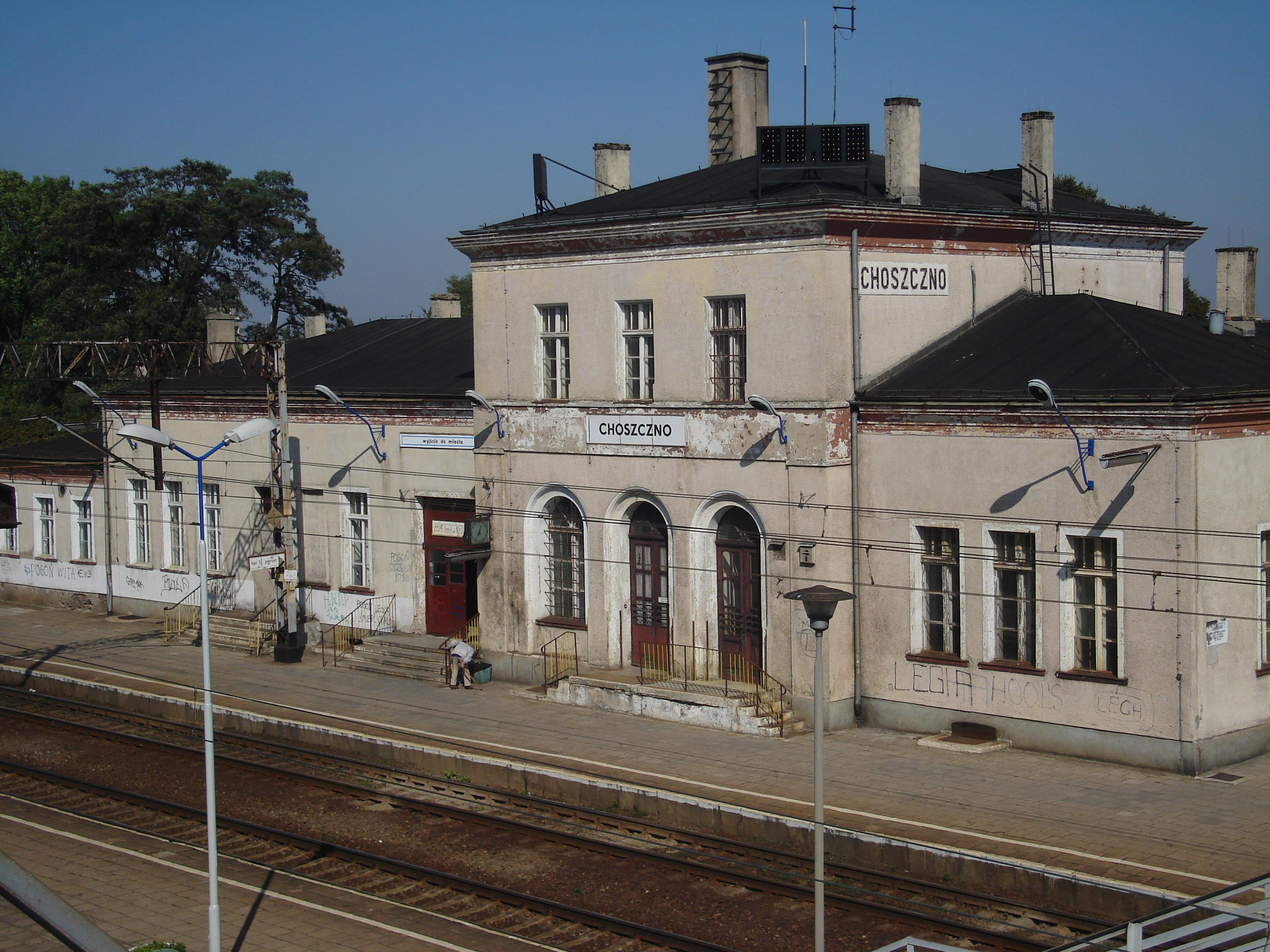
Dworzec kolejowy w Choszcznie, tj. przedwojennym Arnswalde

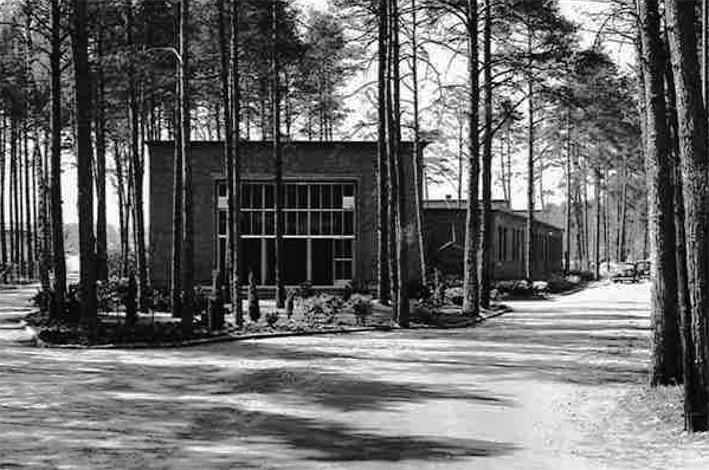
Daimler-Benz-Werk Ludwigsfelde

- Stanisław Mikulski – porucznik Hans Kloss/agent J-23
- Witold Pyrkosz – SS-Obersturmbannführer Kleist
- Gustaw Lutkiewicz – SS-Sturmbannführer Adolf[a] Lohse
- Ryszard Kotys – Wiehnert, brytyjski agent Z-82
- Teresa Wicińska – Marta Laum, asystentka profesora Porschatta
- Henryk Hunko – porucznik Abwehry Artur Schlosser/dubbing postaci Schota
- Zdzisław Maklakiewicz – SS-Untersturmführer Max Abusch
- Zygmunt Malanowicz – Johann Streit, kierownik grupy przerzucanej do Anglii/Pierce
- Andrzej Mrozek – niemiecki agent „Bob Taylor”
- Leszek Herdegen – angielski pułkownik Nichols (w odc. 11 porucznik Erik von Vormann)
- Andrzej Bogucki – profesor Porschatt
- Jan Łopuszniak – mężczyzna słuchający Porschatta
- Zbigniew Sawan – generał Inteligence Service, przełożony Nicholsa
- Kazimierz Kaczor – żołnierz angielski
- Hugo Krzyski – pułkownik Home Guard
- Jerzy Molga – oficer brytyjski prezentujący na zdjęciach skutki nalotu na Arnswalde
- Tomira Kowalik – Gerda Tinsler, znajoma Schlossera pracująca w Arnswalde (w odc. 10 dziewczyna całująca się w fotoplastykonie)
- Ewa Lejczak – Ewa, koleżanka Gerdy
- Henryk Tejchert – żołnierz z wisienkami na prywatce u Gerdy
- Jarosław Kuszewski – oficer pytany przez Klossa na schodach o profesora Porschatta

Fabuła

Rok 1944. Niemcy, z nadzieją na kolejną Wunderwaffe, prowadzą badania nad prototypową bronią dalekiego zasięgu wykorzystującą „koncentrację promieni świetlnych”. Konstrukcją kieruje prof. Porschatt, a wszelkie prace są ściśle tajne. Obersturmbannführer Kleist – za pomocą zmyślnej intrygi, w którą mimowolnie zaplątany jest także Kloss – wysyła do Anglii podwójnego agenta Streita, aby ten dostarczył Inteligence Service fałszywych wiadomości na temat lokalizacji poligonu Porschatta. Ma to być Arnswalde (Choszczno). Kloss rozszyfrowuje podstęp i stara się ustalić prawdziwą lokalizację, jednakże ponieważ po raz kolejny został pozbawiony łącznika, musi samotnie – bez tytułowych „instrukcji” od swojej Centrali – zapobiec sukcesowi badań Porschatta.

### 14. Edyta
Reżyseria: Andrzej Konic

Obsada:

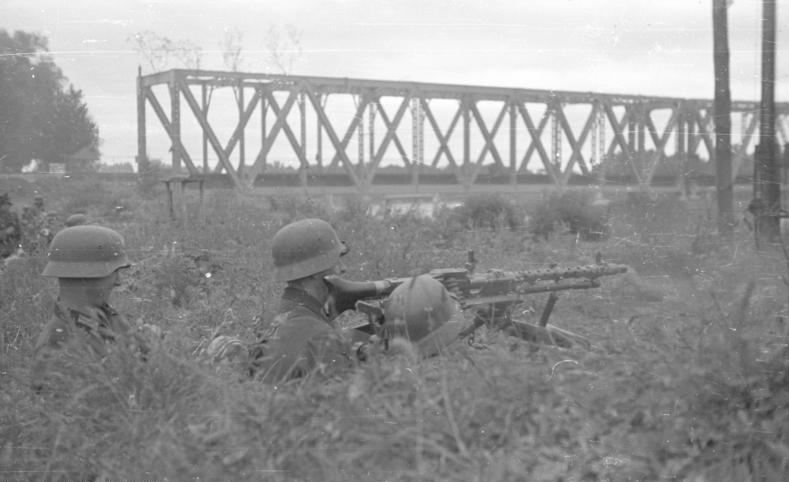
Most podczas II wojny światowej

- Stanisław Mikulski – porucznik/kapitan Hans Kloss/agent J-23
- Aleksandra Zawieruszanka – Edyta Lausch
- Emil Karewicz – SS-Hauptsturmführer Hermann Brunner
- Stanisław Zaczyk – major Broch
- Józef Kostecki – kapitan Schneider
- Andrzej Herder – Kurt, ordynans Klossa
- Bronisław Pawlik – łącznik Klossa z polskim podziemiem, zegarmistrz
- Józef Łodyński – Wincenty Wasiak, agent Gestapo
- Irena Szczurowska – Greta
- Stefan Śródka – kapitan „Bartek”, dowódca oddziału partyzanckiego AL
- Stanisław Marian Kamiński – adiutant Klossa
- Konstanty Pągowski – chłop, klient zegarmistrza

Fabuła

Przełom 1944 i 1945 roku. Kloss spotyka Edytę – dziewczynę, która podkochiwała się w pierwotnym Hansie Klossie przed wojną w 1936 roku. W tym samym czasie oddział partyzancki współpracujący z Klossem szykuje akcję mającą na celu wysadzenie wiaduktu kolejowego. Kloss jest przekonany, że Edyta stanowi dla niego zagrożenie, gdyż może go zdekonspirować, jednakże szybko okazuje się, że jeszcze bardziej przejęty jej pojawieniem się jest Hermann Brunner. W noc sylwestrową ktoś próbuje zamordować Edytę w jej pokoju. Brunner rozpoczyna śledztwo, w którym stara się dowieść, że Edyta jest powiązana z partyzantami. Kloss jednak odkrywa, że prawdziwa motywacja Brunnera jest zupełnie inna.

### 15. Oblężenie
Reżyseria: Andrzej Konic

Obsada:

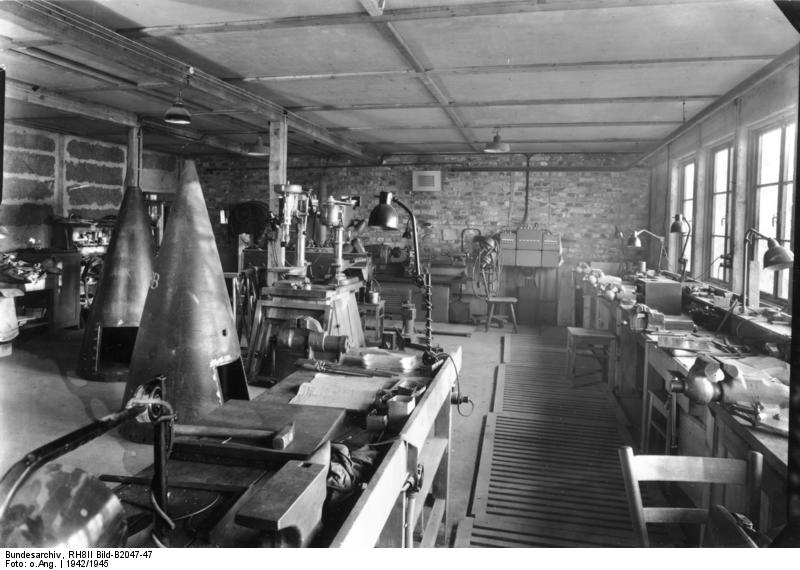
Widok fabryki

- Stanisław Mikulski – kapitan Hans Kloss/agent J-23
- Stanisław Zaczyk – pułkownik Broch
- Emil Karewicz – SS-Sturmbannführer Hermann Brunner
- Jerzy Kaliszewski – profesor Fritz Glass
- Halina Kossobudzka – Inga Glass, żona profesora Fritza Glassa
- Janusz Bukowski – sierżant radiotelegrafista
- Franciszek Trzeciak – polski żołnierz
- Jolanta Zykun – Agnieszka
- Lucyna Suchecka – Greta Raschke, sekretarka Glassa
- Bogdan Łysakowski – robotnik Staszek
- Wojciech Pilarski – polski pułkownik
- Alicja Raciszówna – Yvonne[a], robotnica francuska

Fabuła

Rok 1945, miasto Tolberg (prawdopodobnie Kolberg, tj. Kołobrzeg) jest oblegane przez LWP. Polacy lada chwila odetną Niemcom dostęp do portu, uniemożliwiając ewakuację, co sprawia, że służący tam oficerowie, m.in. Brunner czy dowódca Klossa płk. Broch zaczynają myśleć o konsekwencjach swoich działań (Brunner w rozmowie z Klossem proponuje „pomyśleć o własnej skórze”). Tymczasem w mieście znajdują się zakłady Fritz Leitz Werke, gdzie prof. Glass pracuje nad elementami sterowniczymi do pocisków V-2. Załogę fabryki stanowią więźniowie, którzy planują bunt. Zakłady (jak i sam Glass) są cenną kartą przetargową – Niemcy chcą błyskawicznie je ewakuować, zaś Polacy – ustami Klossa, który dekonspiruje się przed Glassem – składają profesorowi propozycję pozostania w mieście. Glass zgadza się, wkrótce jednak zostaje porwany.

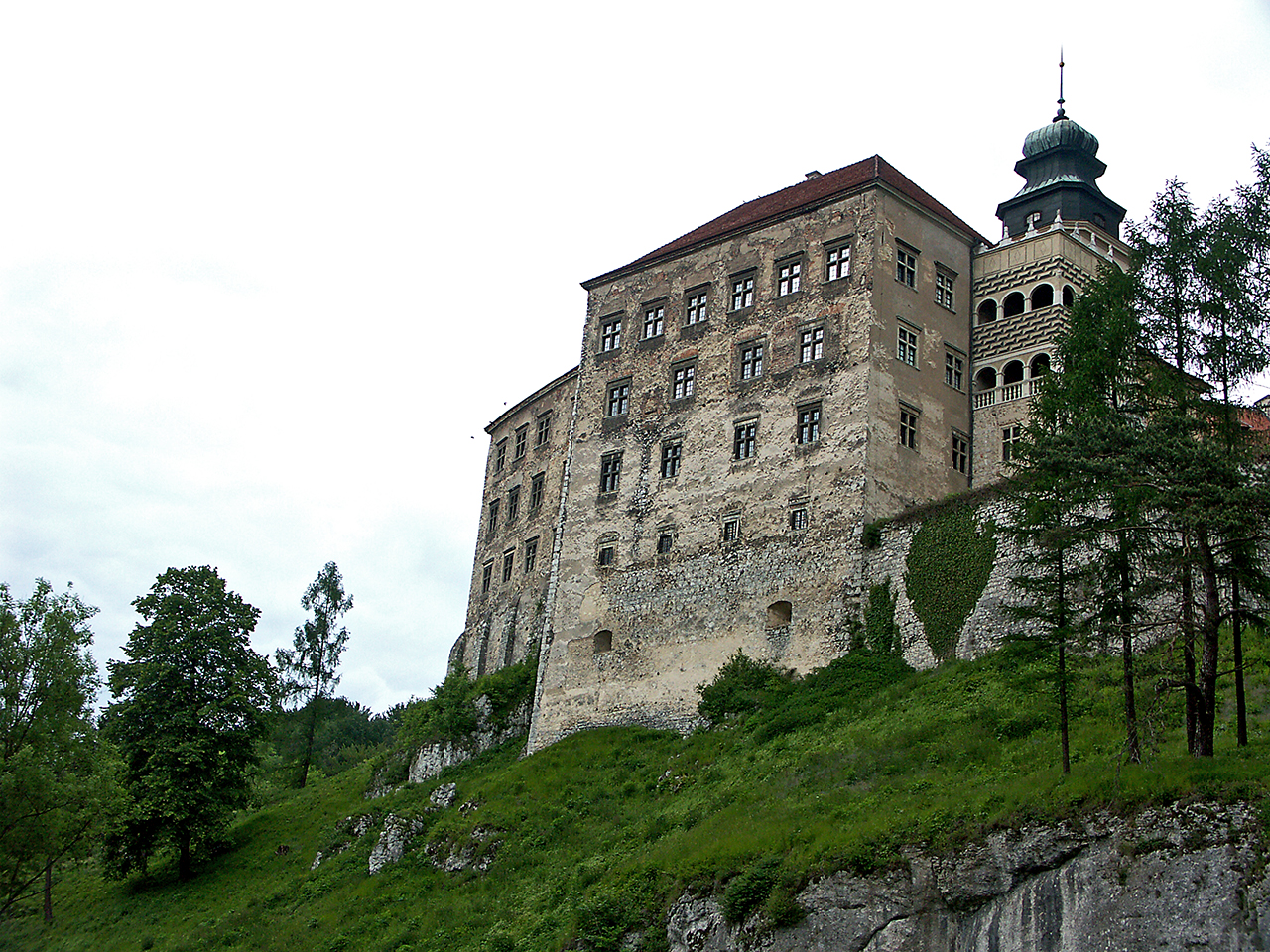
Zamek w Pieskowej Skale. Fasada budynku widoczna w odcinku

### 16. Akcja „Liść dębu”
Reżyseria: Janusz Morgenstern

Obsada:

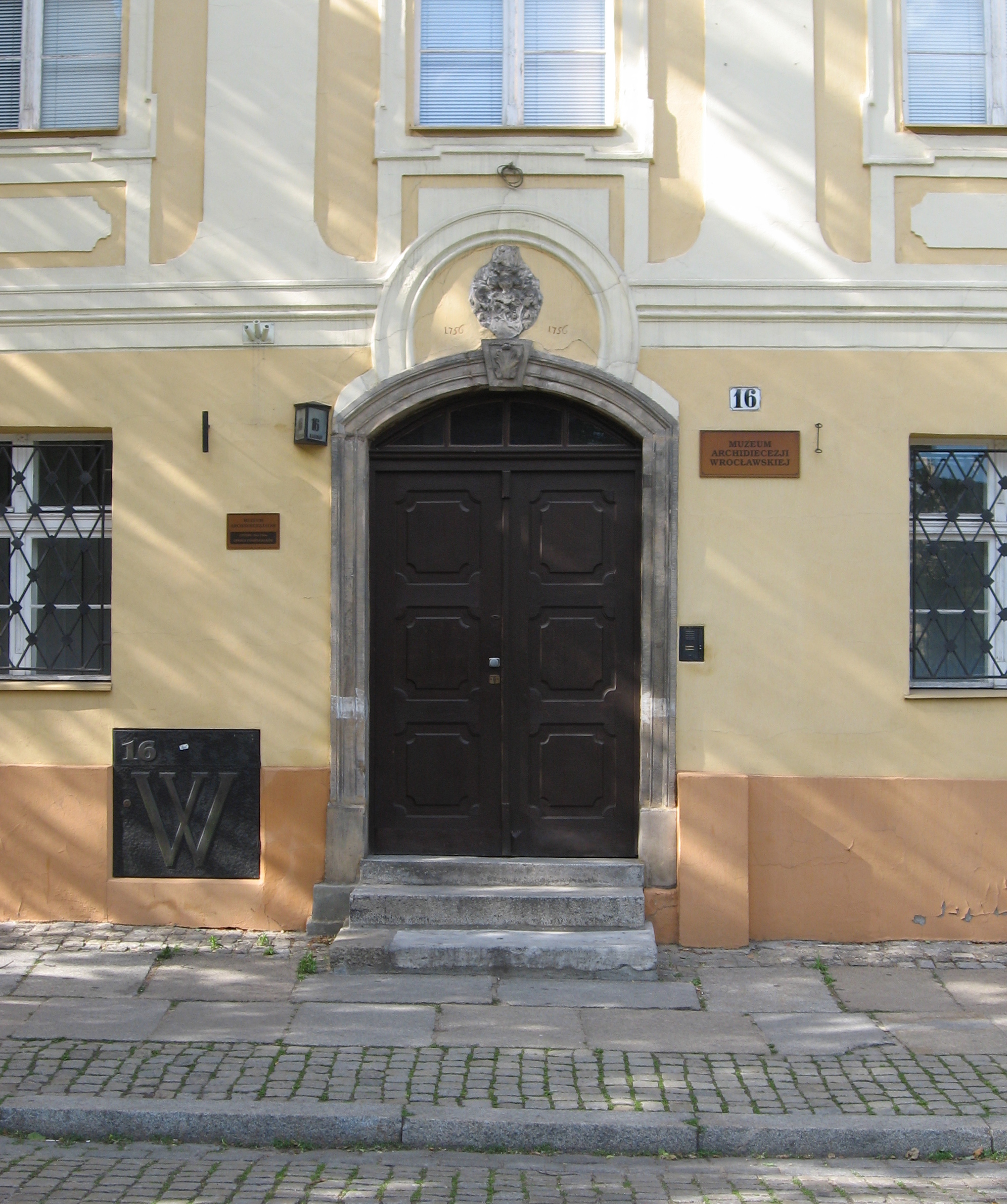
Budynek Muzeum Archidiecezjalnego we Wrocławiu odgrywającego mieszkanie Weissa. Drzwi wejściowe, z których wybiegają goniący Klossa SS-manni

- Stanisław Mikulski – kapitan Hans Kloss/agent J-23
- Stanisław Jasiukiewicz – generał Erik[a] von Pfister, dowódca 19 Dywizji Pancernej
- August Kowalczyk – porucznik, dawniej SS-Sturmbahnführer Johann/Helmuth Dehne
- Andrzej Krasicki – SS-Sturmbannführer Knoch
- Teresa Kamińska – Simone
- Janusz Paluszkiewicz – J. Tomala
- Barbara Burska – Janka
- Eugeniusz Priwieziencew – Kozioł, spadochroniarz polski
- Mikołaj Grabowski – niemiecki żołnierz
- Marian Dziędziel – człowiek Tomali
- Leszek Piskorz – człowiek Tomali
- Lena Wilczyńska – babcia dziewczynki rozpoznającej Jankę
- Janusz Sykutera – porucznik Schramm, oficer sztabowy generała Pfistera (w odc. 7 oficer na korytarzu pociągu jadącego do Liska)
- Leopold René Nowak – podoficer SS meldujący o zabójstwie Knocha (w odc. 10 Scharführer Brunsch)
- Józef Osławski – oficer przy transporterze mówiący o rozstrzelaniu spadochroniarzy (w odc. 10 tajniak w restauracji)
- Tadeusz Jurasz – Untersturmführer Lechman, podwładny Knocha
- Stefan Szramel – kapitan Król, dowódca oddziału polskich spadochroniarzy
- Jerzy Janeczek – SS-Unterscharführer Franz[a] zabity w kotle przez Klossa
- Gustaw Kron – porucznik Walter, oficer ze sztabu generała Pfistera
- Małgorzata Wręczycka – dziewczynka rozpoznająca Jankę
- Obsada dubbingu: Tadeusz Teodorczyk – polski spadochroniarz stojący w oknie pałacu

Fabuła

Rok 1945. Załoga Głogowa szykuje się do obrony przed natarciem ze Wschodu. Kluczowym punktem miasta jest most, który Niemcy planują w ostatniej chwili wysadzić. Generał von Pfister, dowódca Klossa, nagle postanawia wzmocnić obronę mostu pułkiem pancernym, lokując go w pobliskim lesie Weipert. Tymczasem polski wywiad planuje na skraju lasu Weipert lądowanie – pod kryptonimem Akcja „Liść dębu” – oddziału spadochroniarzy LWP, którzy mają zdobyć i utrzymać most. Kloss i jego kontakt, Tomala, podejmują wysiłki w celu odwołania akcji: Tomala próbuje kontaktować Klossa ze swoim łącznikiem, Weissem. Niestety ten ostatni wpada, a SS urządza w jego domu kocioł. Lądowania nie udaje się powstrzymać, ale mimo zasadzki SS być może uda się nadać akcji zupełnie inny bieg.

### 17. Spotkanie
Reżyseria: Andrzej Konic

Obsada:

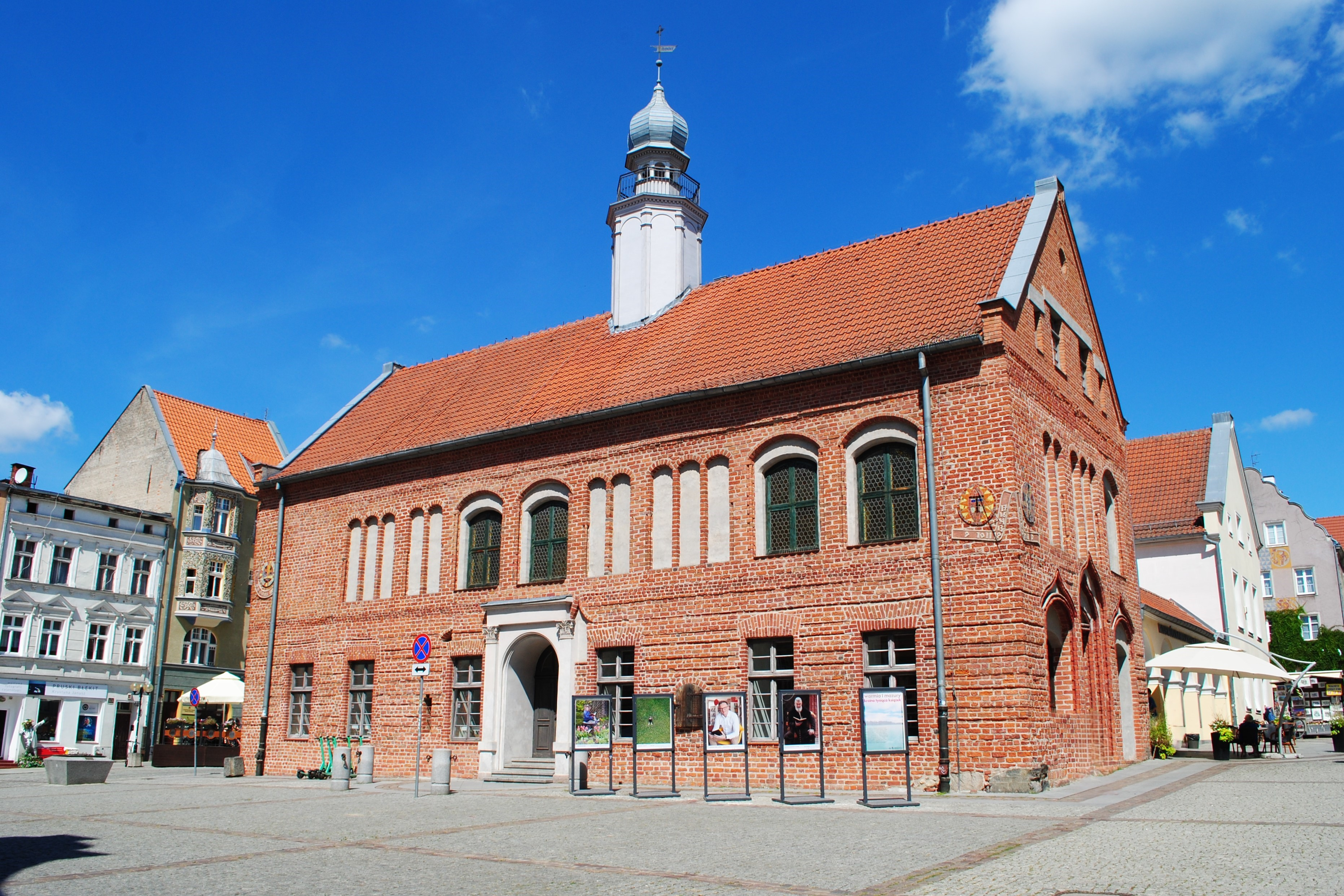
Stary Ratusz na Rynku Starego Miasta w Olsztynie

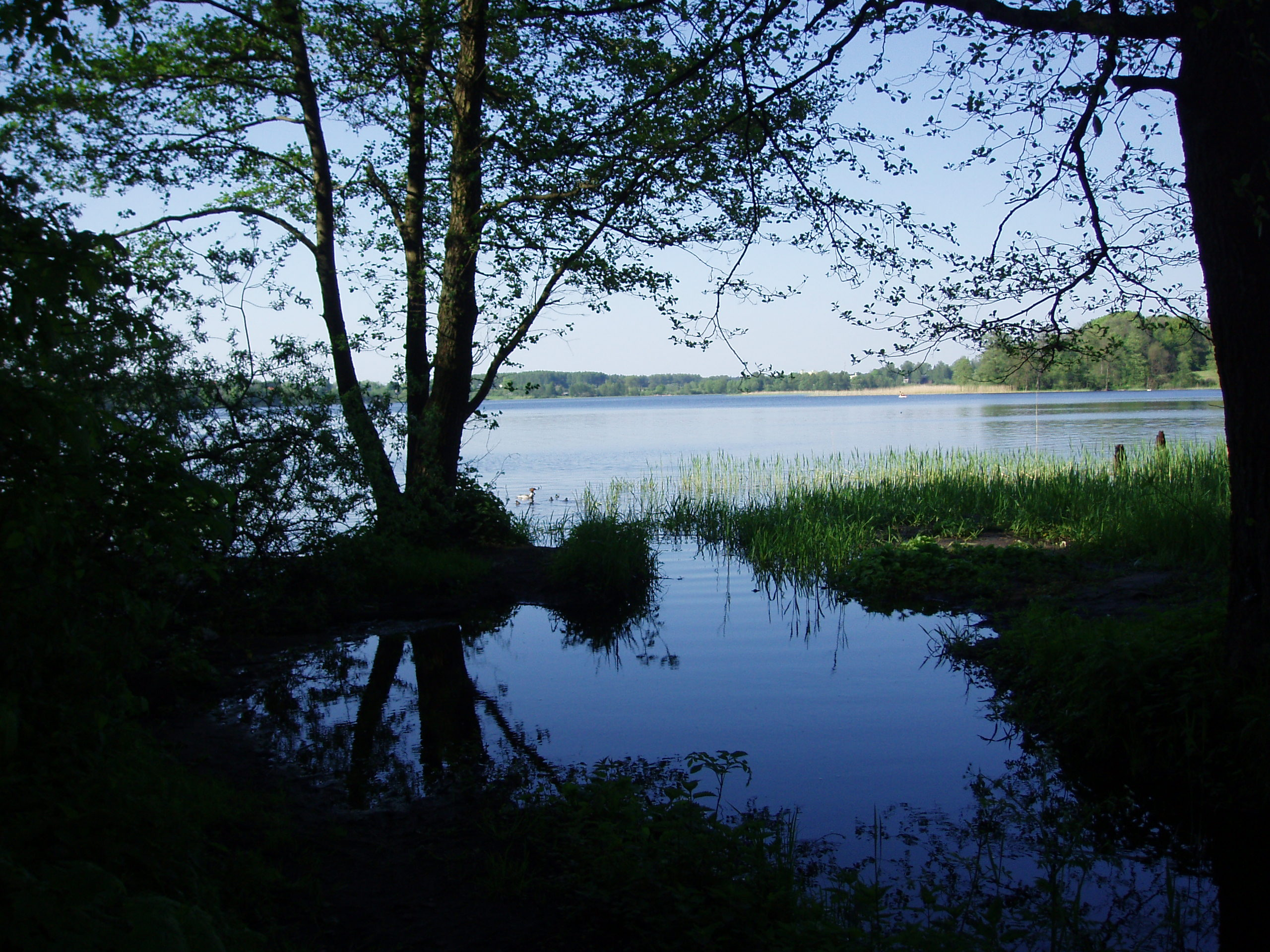
Jezioro Kortowskie

- Stanisław Mikulski – kapitan Hans Kloss/major Stanisław Kolicki – agent J-23
- Barbara Brylska – Inga Ring, córka Gustawa
- Jerzy Radwan – pułkownik Helmut Ring, brat Gustawa, stryj Ingi
- Barbara Horawianka – SS-Sturmführer Anna-Maria Elken podająca się za pielęgniarkę ze Stuttgartu, oficer amerykańskiego wywiadu
- Barbara Rachwalska – gospodyni Berta
- Zygmunt Zintel – aptekarz Wilhelm Schenk, w rzeczywistości SS-Sturmbannführer
- Stanisław Milski – Miller
- Aleksander Fogiel – pułkownik LWP
- Tomasz Zaliwski – major LWP
- Andrzej Zaorski – porucznik Nowak
- Michał Szewczyk – Franek, polski żołnierz
- Kazimierz Talarczyk – dowódca oddziału pancernego Wermachtu
- Eugeniusz Korczarowski – polski żołnierz aresztujący Klossa
- Edward Sosna – wartownik (w odc. 8 oficer na poligonie)
- Wojciech Grelewski – chłopiec przebiegający przez ulicę
- Ewa Kłodkowska – dziewczyna uciekająca do bramy
- Jerzy Korsztyn – żołnierz Wehrmachtu
- Józef Jurkiewicz – żołnierz w dziale samobieżnym
- Janusz Mirczewski – żołnierz ginący na skutek wybuchu
- Jerzy Nasierowski – polski kapitan
- Jan Zdrojewski – polski kapitan
- Maciej Staszewski – jeniec topiący się w jeziorze
- Sławomir Misiurewicz – kapitan Broll[a], jeniec niemiecki

Fabuła

Oddział Wermachtu pod dowództwem płk. Helmuta Ringa w tajemnicy zatapia w jeziorze archiwa, które są bardzo cenne dla wywiadu LWP. Jedynym świadkiem zdarzenia jest starszy człowiek nazwiskiem Miller, który, postrzelony przez Ringa, dociera ostatkiem sił do pobliskich zabudowań. Kloss (pojawia się w odcinku już jako major LWP Kolicki) decyduje się wrócić do swojej roli kapitana Wehrmachtu celem zlokalizowania archiwum. Robi to, pomimo iż zdekonspirował się już przed Brunnerem (odcinek 15). Dociera do domu nieobecnego w mieszkaniu Gustawa Ringa (brata pułkownika) w mieście będącym pod kontrolą wojsk LWP. W mieszkaniu poznaje Ingę Ring (córka Gustawa), aptekarza Wilhelma Schenka, gospodynię Bertę oraz Annę-Marię Elken, podającą się za pielęgniarkę. Jak się okazuje, ranny Miller znaleziony przez Ingę, zdołał opowiedzieć jej o zatopieniu skrzyni. Wkrótce Kloss wydobywa od niej tę informację, jednakże okazuje się, iż nie tylko on poszukuje skrzyni.

### 18. Poszukiwany Gruppenführer Wolf
Reżyseria: Andrzej Konic

Obsada:

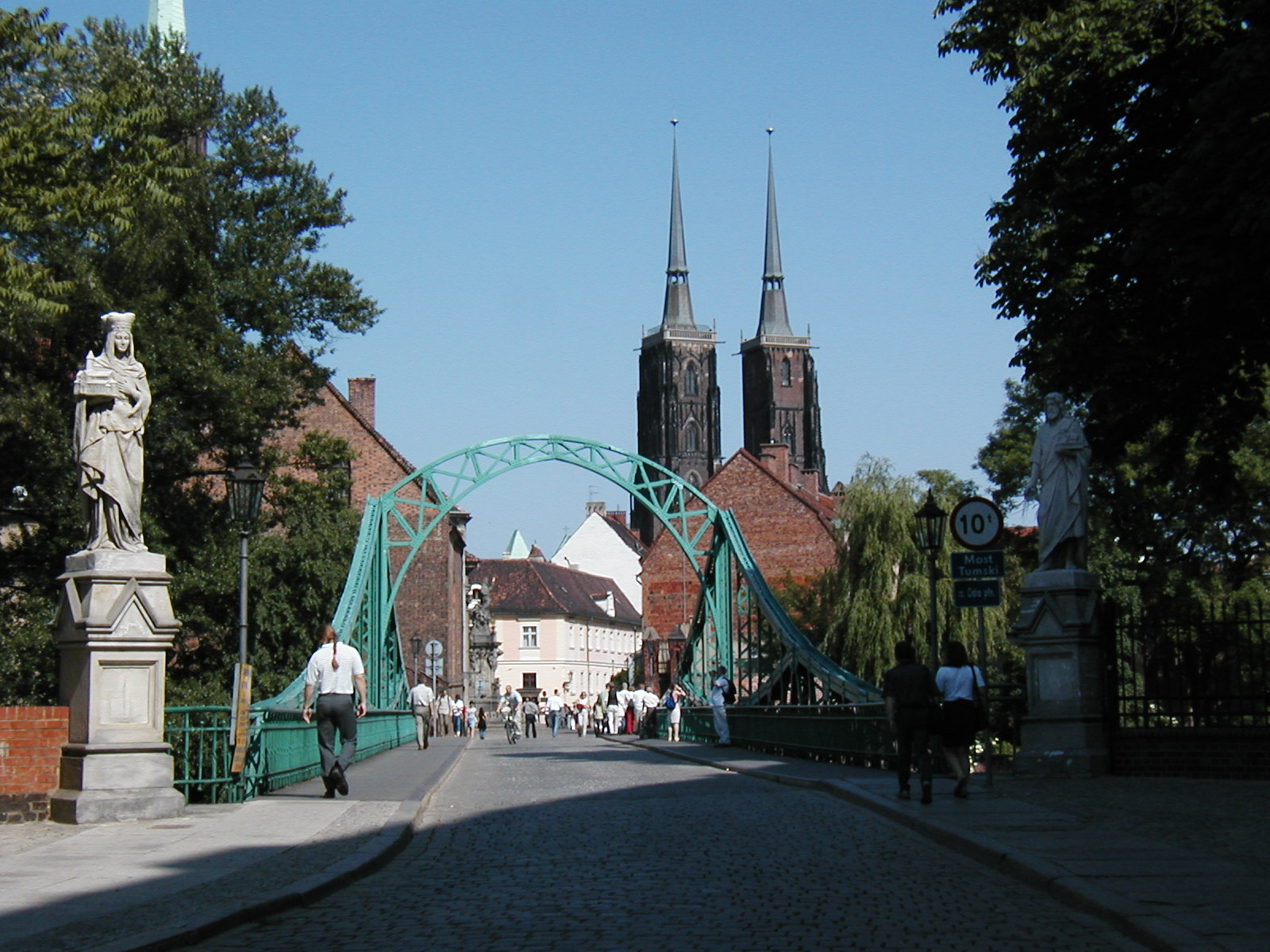
Most Tumski na Odrze we Wrocławiu

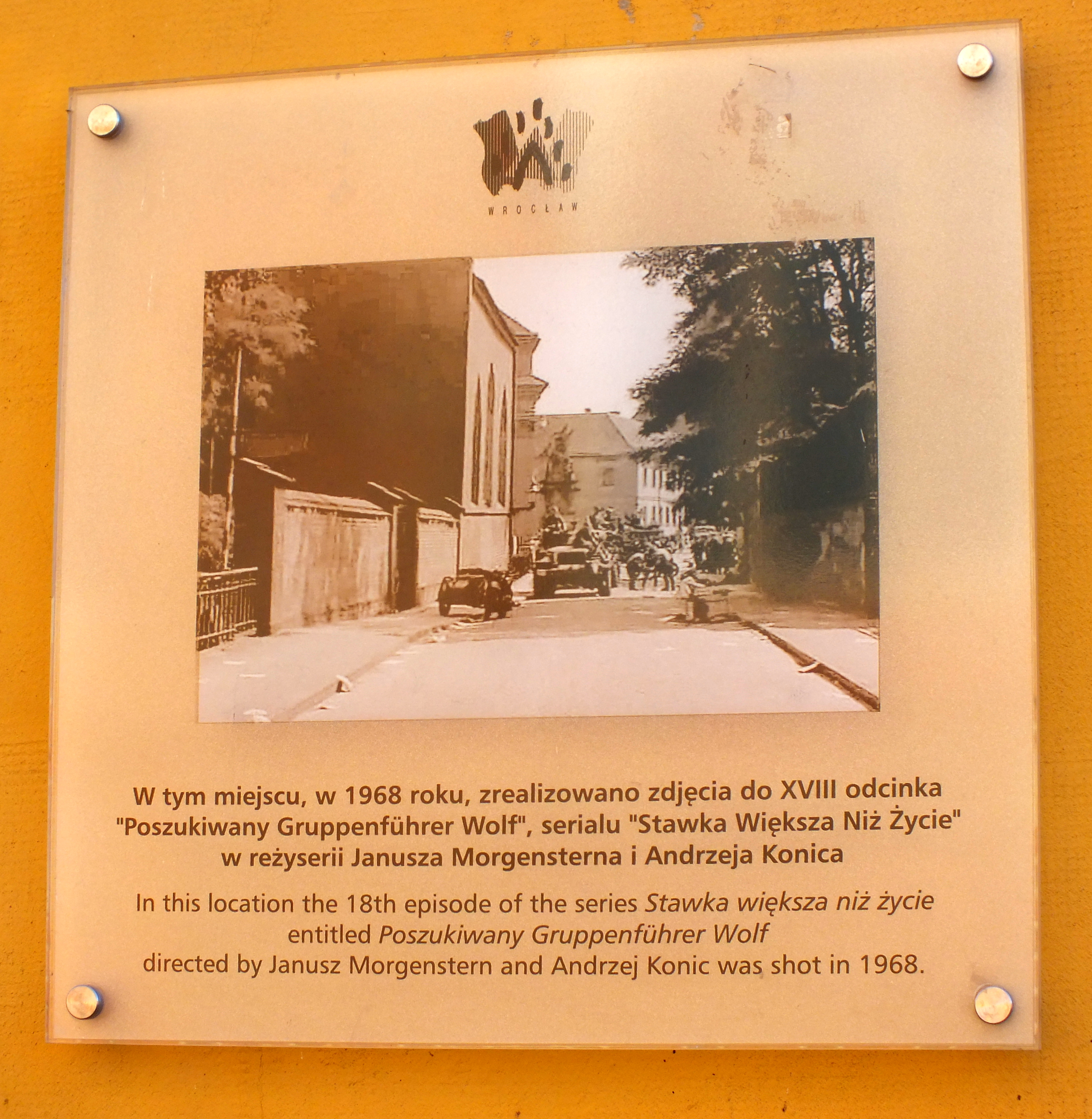
Wrocław, Ostrów Tumski, ul. Katedralna 1

- Stanisław Mikulski – kapitan Hans Kloss/major Stanisław Kolicki, agent J-23
- Emil Karewicz – SS-Sturmbannführer Hermann Brunner
- Janusz Zakrzeński – SS-Obersturmbannführer Wernitz
- Zygmunt Kęstowicz – SS-Sturmbannführer Ohlers
- Józef Duriasz – SS-Sturmbannführer Lübow
- Saturnin Żórawski – SS-Standartenführer Otto Fahrenwirst
- Wieńczysław Gliński – generał Harris
- Zbigniew Zapasiewicz – kapitan Karpinsky
- Tadeusz Pluciński – kapitan Roberts
- Ryszard Pietruski – porucznik Lewis
- Włodzimierz Skoczylas – funkcjonariusz SD Schickel vel sierżant Vogel
- Wiktor Grotowicz – generał Willmann
- Ferdynand Matysik – pułkownik Litzke
- Zbigniew Józefowicz – radziecki generał
- Edward Radulski – Schröder, oficer wzywany na przesłuchanie (w odc. 1 więzień siedzący w celi z Klossem)

Fabuła

W 1945, pod sam koniec działań II wojny światowej fanatyczny, hitlerowski zbrodniarz wojenny znany jako gruppenführer Wolf staje się odpowiedzialny m.in. za rozstrzelanie polskich i radzieckich jeńców wojennych. Na swoim koncie ma także inne zbrodnie wojenne w Polsce i na Ukrainie. Wkrótce niemiecka obrona miasta (jego nazwa nie jest wymieniona w filmie, na zdjęciach widać jednak charakterystyczne miejsca na wrocławskiej starówce: katedrę św. Jana Chrzciciela, Most Tumski i zabudowania przy ul. Katedralnej) poddaje się, wkraczają wojska amerykańskie, które rozpoczynają poszukiwania Wolfa. Jednak nikt nie wie, jak on wygląda.

### Dworzec Keleti – godzina jedenasta (niezrealizowany odcinek serialu)
W zbiorach Filmoteki Narodowej znajduje się scenariusz niezrealizowanego odcinka „Stawki większej niż życie” pt. „Dworzec Keleti – godzina jedenasta”. Akcja odcinka rozgrywa się w pociągu „Balkan Express” jadącym przez Węgry do Rumunii i Grecji. Na pokładzie pociągu Niemcy zastawiają pułapkę na kuriera przewożącego ważne mikrofilmy, który ma przekazać materiały innemu kurierowi, który wsiądzie do pociągu gdzieś na trasie. Wszędzie roi się od agentów gestapo, którzy podszywają się pod zwykłych pasażerów. Zadaniem Klossa jest zidentyfikować kurierów, zanim zrobią to Niemcy i ostrzec ich przed wpadką. Wydarzenia mają miejsce przed 19 marca 1944.
Według oznaczenia na scenariuszu „Dworzec Keleti – godzina jedenasta” miał powstać w ramach trzeciej, zamówionej w kwietniu 1968 roku, serii „Stawki większej niż życie”. Ostatecznie składa się ona z sześciu odcinków: „W imieniu Rzeczypospolitej”, „Hasło”, „Zdrada”, „Bez instrukcji”, „Akcja – «Liść dębu»” i „Poszukiwany Gruppenführer Wolf”.

## Produkcja
W okresie od 28 stycznia 1965 do 23 lutego 1967 Telewizja Polska emitowała na żywo serię spektaklów Teatru Telewizji z serii Stawka większa niż życie. Na fali popularności spektakli postanowiono stworzyć wysokobudżetowy filmowy serial telewizyjny. Scenariusz serialu napisali autorzy spektakli telewizyjnych Andrzej Szypulski i Zbigniew Safjan, którzy występowali pod wspólnym pseudonimem Andrzej Zbych.
Pierwotnie rolę Klossa przeznaczono dla aktora teatralnego Andrzeja Maya, który jednak odrzucił angaż ze względu na brak czasu i obawę, że rola w serialu telewizyjnym mogłaby zaszkodzić jego karierze. May przyjął jedynie niewielką rolę w odcinku 1. Angaż otrzymał Stanisław Mikulski, który miał w swoim portfolio sporo ról mundurowych w różnych filmach polskich.
Serial został nakręcony w Wytwórni Filmów Fabularnych w Łodzi między marcem 1967 a październikiem 1968. Zdjęcia do trzech telewizyjnych serii „Stawki” realizowane były – po sześciotygodniowych przygotowaniach – w okresie od 13 marca 1967 do 12 października 1968. Zdjęcia powstały łącznie w ciągu 19 miesięcy. Początkowo do produkcji skierowano sześć odcinków, potem jeszcze dwie serie po sześć dalszych odcinków. W 1967 odcinki 1, 5, 8, 14, 15 i 17. Na przełomie 1967 i 1968 zrealizowano zdjęcia do odcinków 2, 3, 4, 6, 7 i 9. W 1968 sfilmowano odcinki 10, 11, 12, 13, 16 i 18.
Wedle relacji kierownika produkcji, Mieczysława Wajnbergera, nakręcono około 30 tys. metrów taśmy, co odpowiada metrażowi 12 filmów fabularnych. W serialu zagrało ok. 700 aktorów, głównie z Łodzi, Krakowa, Wrocławia i Gdańska.

## Miejsca kręcenia serialu
Realizację pierwszej serii odcinków (sceny rozgrywające się we wnętrzach) kręcono głównie w atelier Wytwórni Filmów Fabularnych w Łodzi oraz w Wytwórni Filmów Fabularnych we Wrocławiu. Mając na uwadze kwestie finansowe i artystyczne, dwie kolejne serie zrealizowano już przede wszystkim we wnętrzach naturalnych.
Serial kręcono w różnych plenerach i miejscach Polski, poszczególne plany bywały bardzo od siebie oddalone. Były to przede wszystkim największe polskie miasta: Łódź, Olsztyn, Gdańsk, Gdynia, Płock, Kraków, Wrocław (filmowe siedziby Abwehry i Gestapo, „berliński” dworzec Ostbahnhof, miejsce występów Christin Kield, okolice więzienia w Saint Gille), Warszawa, lecz także mniejsze miejscowości, jak Pabianice, Sopot, Pieskowa Skała, Łąck. Kilkakrotnie w serialu pojawiają się sceny nakręcone w krakowskim, a nie, jak się sądzi, w warszawskim fotoplastikonie. Problem ten został omówiony w książce Stawkowy przewodnik filmowy wydanej w 2014 roku.
Podczas realizacji scen ekipa filmowa korzystała często z uprzejmości urzędów i instytucji państwowych, np. gabinet przewodniczącego Prezydium Wojewódzkiej Rady Narodowej w Łodzi. W tym mieście wykorzystano także Pałac Ślubów, „Pałacyk” przy ul. Piotrkowskiej 262, muzea. Poza tym skorzystano z gościnności zakładów technicznych czy placówek naukowych.
Konkretne plenery realizacji poszczególnych scen odcinków:
- Odc. 1 „Wiem, kim jesteś”: Łódź (m.in. dziedziniec Szkoły Filmowej w Łodzi przy ul. Targowej 61, budynek Sądu Okręgowego na Placu Dąbrowskiego); Olsztyn (areszt przy al. Piłsudskiego, Stare Miasto, ul. Prosta, ul. Bolesława Chrobrego, ul. Mieszka I); Pabianice. Scenę ucieczki Kolickiego/Klossa z niemieckiego więzienia nakręcono na terenie aresztu śledczego w centrum Olsztyna.
- Odc. 2 „Hotel Excelsior”: plan serialu przeniesiono – zresztą zgodnie z lokalizacją miejsc wymienionych w scenariuszu – do Gdańska: akcja dzieje się m.in. na ul. Długiej i Długim Targu, na Długim Pobrzeżu, ul. Mariackiej, dworcu Gdańsk Oliwa, widać budynek Dworca Głównego, charakterystyczne wejście do Ratusza Głównego Miasta i fontannę Neptuna, zaś sam hotel „Excelsior” to słynny Grand Hotel w Sopocie. Szkoła to VIII Liceum Ogólnokształcące przy ulicy Kartuskiej 128. Wykorzystano także park Poniatowskiego w Łodzi, zaś wnętrze teatru to foyer Teatru Nowego w Łodzi.
- Odc. 3 „Ściśle tajne”: Łódź (SPATiF przy al. Kościuszki, Park Poniatowskiego). Jeden z planów serialu umieszczono w Płocku (m.in. okolice mostu im. Legionów Piłsudskiego). Odbicie Pulkowskiego nakręcono na przejeździe kolejowo-drogowym w Łącku.
- Odc. 4 „Cafe Rose”: Łódź (pałac Schweikerta przy ul. Piotrkowskiej, willa Oskara Zieglera przy ul. Skłodowskiej-Curie 11, Miejski Klub Tenisowy w Parku Poniatowskiego, bazar odgrywają słynne „katakumby” z tyłu ul. Abramowskiego); Sopot (Willa Hanna), Gdynia (dworzec kolejowy), Gdańsk (Stocznia „Remontowa”, Barbakan).
- Odc. 5 „Ostatnia szansa”: Warszawa (aleja Szucha w Warszawie, kościół Sióstr Wizytek, Kolonia Staszica (ul. Prezydencka i ul. Langiewicza), ul. Polna, ul. Mokotowska, ul. Jaworzyńska); Łódź (ul. Moniuszki, ul. Radwańska).
- Odc. 6 „Żelazny Krzyż”: wykorzystano plenery Płocka i Łącka.
- Odc. 7 „Podwójny nelson”: Olsztyn i okolice (Budynek Rejencji przy ul. Emilii Plater, park zamkowy nad Łyną, wiadukt w Lesie Miejskim w kierunku Dywit, droga do Szczytna, spotkanie Klossa z Pluschem nakręcono w przystani nad jeziorem Kortowskim); Łąck; Płock – odwach, ulica Mostowa.
- Odc. 8 „Wielka wsypa”: Olsztyn (gazownia przy ul. Knosały) i okolice (lotnisko Olsztyn-Dajtki, lasy pod Kortowem). Skok z jadącego pociągu Kloss wykonał na linii kolejowej z Olsztyna do Łańska.
- Odc. 9. „Genialny plan pułkownika Krafta”: Łódź (m.in. budynek III Liceum Ogólnokształcącego przy ul. Sienkiewicza, posesje przy ul. Andrzeja Struga 38 (Śliska 11) i ul. Gdańskiej 113 (tu zginął Eryk Getting)).
- Odc. 10 „W imieniu Rzeczpospolitej”: akcja dzieje się w Krakowie (pierwszy, nieudany zamach na Klossa przeprowadzony jest na tyłach kościoła Mariackiego). Wykorzystano ul. św. Marka, ul. Reformacką, ul. Kanoniczą. Fotoplastykon widoczny w odcinku znajduje się aktualnie w muzeum Oskara Schindlera[10]; scenę ucieczki Podlasińskiego z transportu nakręcono na torach linii kolejowej w okolicach wsi Kadłub pod Wrocławiem.
- Odc. 11 „Hasło”: Łódź (dworzec Łódź Kaliska), Wrocław – Ostrów Tumski – okolice kościoła św. Krzyża, osiedle Zalesie, Gdynia (Bulwar Nadmorski).
- Odc. 12 „Zdrada”: berlińską siedzibę SD i Gestapo „odgrywa” budynek dyrekcji PKP przy ul. Joannitów 13 we Wrocławiu. W tym samym odcinku za berliński dworzec kolejowy Ostbahnhof „służy” wrocławski Dworzec Główny (zmieniono jedynie napisy na tablicach informacyjnych z polskich na niemieckie). Filmową siedzibę Abwehry umieszczono natomiast we wrocławskim „Pałacyku” przy ul. Kościuszki. Wykorzystano też Teatr Lalek we Wrocławiu, Teatr Polski we Wrocławiu, kamienicę przy ul. Smoluchowskiego 56 jako mieszkanie Christin Kield oraz wnętrza hotelu Monopol. W Łodzi pałac Izraela Poznańskiego – obecne Muzeum Miasta Łodzi przy ul. Ogrodowej.
- Odc. 13 „Bez instrukcji”: Wrocław (m.in. ZOO). Na potrzeby filmu wykorzystano także wiatrak kozłowy (koźlak), położony w leżącej ok. 21 km od Wrocławia wsi Błonie w okolicach Środy Śląskiej. Wiatrak ów przetrwał do czasów współczesnych, jednak w 2000 r. zniszczył go pożar. W tym samym odcinku wnętrza niemieckich zakładów Porschatta, przygotowujących nowy typ pocisków sterowanych, „odegrały” pomieszczenia ówczesnego Wydziału Automatyzacji Politechniki Wrocławskiej, zaś zdjęcia zewnętrzne obiektu kręcono na terenie Remontowych Zakładów Lotniczych w Łodzi. Willa prof. Porschatta to dom przy ul. Kampinoskiej na osiedlu Borek we Wrocławiu należący wówczas do Wojciecha Dzieduszyckiego. Stację kolejową Arnswalde zagrał wrocławski dworzec w Leśnicy, zaś scena z widokiem na jeziora w letnisku Arnswalde kręcona była na tarasie klubu studenckiego Tawerna przy Wybrzeżu Wyspiańskiego, a widoczne na drugim planie jeziora to fragment Odry i jednej z jej zatok.
- Odc. 14 „Edyta”: Łódź (brama klubu SPATiF-u przy al. Kościuszki) i okolice. Wiadukt kolejowy przy Strykowskiej.
- Odc. 15 „Oblężenie”: Olsztyn (Stare Miasto, zamek, ul. Okopowa), Łódź. Kloss wchodzi przez kamienny most do budynku dowództwa obrony miasta Tolberg (zbieżność brzmienia nazwy miasta oraz oglądana przez Klossa, Brunnera i Brocha mapa wskazywać mogą na to, że chodzi o Kolberg, czyli Kołobrzeg) – jest to most nad dawną fosą zamkową, a budynek to sam zamek w Olsztynie. Zakłady Fritz Leitz Werke to ówczesne Zakłady Mechaniczne im. J. Strzelczyka w Łodzi przy ul. Wólczańskiej 178 (brama wjazdowa, dyżurka), wiele scen tego odcinka pochodzi z ulicy i okolicznych podwórek, także tzw. Osiedle Berlinek (ul. Osinowa i Kalinowa).
- Odc. 16 „Akcja 'Liść dębu'”: tę samą miejscowość odgrywają zarówno plenery i wnętrza zamku w Pieskowej Skale (sztab dywizji), jak i wrocławski Ostrów Tumski. W tym samym odcinku konspiracyjne mieszkanie Weissa (gdzie Kloss zastrzelił SS-manna) mieściło się w dzisiejszym Muzeum Archidiecezjalnym we Wrocławiu przy pl. Katedralnym 16. Wykorzystano też Las Łagiewnicki w Łodzi, most Bolesława Chrobrego we Wrocławiu, ul. Swojczycką i Tadeusza Boya-Żeleńskiego.
- Odc. 17 „Spotkanie”: sceny zajmowania miasteczka przez Niemców kręcono na olsztyńskim Starym Mieście. Wykorzystano też Stary Ratusz w Olsztynie, dziedziniec biblioteki miejskiej, ul. Kołłątaja, most św. Jana nad Łyną i przystań nad jeziorem Kortowskim.
- Odc. 18 „Poszukiwany Gruppenführer Wolf”: Wrocław – okolice ul. Katedralnej, Most Tumski, Ostrów Tumski. Zdjęcia obozu jenieckiego nakręcono w Łodzi na terenie Zespołu Szkół Zawodowych przy ul. Żeromskiego 115.

Opracowano na podstawie materiału źródłowego – opis odcinków na stronie filmpolski.pl oraz książki: Rafał Baćmaga, Bogdan Bernacki, Arkadiusz Bilecki, Leszek Goławski, Maciej Kronenberg, Paweł Szczutowski, Joanna Szyborska-Kaszycka: Stawkowy przewodnik filmowy. Łódź: Centrum Inicjatyw na rzecz Rozwoju REGIO, 2013. Brak numerów stron w książce

## Emisja i wydania serialu

### Polska
Serial był pierwotnie nadawany od 10 października 1968 roku do 6 lutego 1969 roku. Premierowe odcinki nadawane były trzykrotnie: w czwartki po Dzienniku Telewizyjnym oraz powtarzane w piątek i niedzielę w godzinach przedpołudniowych. Promocji serialu służył trzytomowy zbiór opowiadań (również pod tytułem Stawka większa niż życie), publikowany przez Andrzeja Szypulskiego i Zbigniewa Safjana w latach 1969–1971 na łamach wydawnictwa Iskry.
W 2009 roku kanał TVP Historia, emitując całość Stawki większej niż życie, opublikował krytyczny ciąg programów Historia i film, przygotowywanych przez historyków z Instytutu Pamięci Narodowej. Celem programów było „odkłamanie” ukrytego propagandowego przekazu serialu. Programy cieszyły się jednak znikomą popularnością i nie podważyły trwającego kultu serialu.
Na zlecenie Telewizji Polskiej serial został poddany cyfrowej rekonstrukcji. Prace zaczęły się 2 marca 2011 roku. Zadania podjął się Ośrodek Dokumentacji i Zbiorów Programowych TVP. 13 listopada 2011 kanał TVP HD wyemitował pierwszy odcinek Stawki w jakości HD.

### Emisja w innych krajach
Stawka większa niż życie była popularna nie tylko w Polsce. Wyświetlano ją z powodzeniem w Czechosłowacji (Kapitán Kloss – S nasazením života) i Szwecji. W Albanii powtarzano nawet dowcip ilustrujący popularność Stawki: „Wymień po kolei dni tygodnia. – Poniedziałek, wtorek, środa, Kloss, piątek…”. W Niemieckiej Republice Demokratycznej serial emitowano pod tytułem Sekunden entscheiden, z pominięciem odcinka „Bez instrukcji”, ze względu na poruszany w nim temat alianckich nalotów bombowych. I tak w NRD serial był na tyle dobrze znany, że podczas podróży po NRD Janusz Morgenstern i Stanisław Mikulski byli życzliwie witani przez miłośników Stawki. Emitowany także w Mongolii.

## Nawiązania do serialu

### Wpływ na język codzienny
Serial Stawka większa niż życie zawiera dialogi, które przedostały się do języka potocznego, np. skomplikowaną wymianę haseł i odzew z drugiego odcinka serialu, kończącą się słowami „W zeszłym roku o tej porze padał deszcz” – „Deszcz ze śniegiem” oraz wymianę zdań Klossa z francuskim ruchem oporu z jedenastego odcinka: „W Paryżu najlepsze kasztany są na placu Pigalle” – „Zuzanna lubi je tylko jesienią. Przysyła ci świeżą partię”. Kwestia Klossa z odcinka 23.: „Takie sztuczki nie ze mną, Brunner”, została zniekształcona w potocznym języku; widzowie posługiwali się frazą „Nie ze mną te numery”. Jednym z seriali, gdzie pojawiała się zniekształcona wersja cytatu, były Alternatywy 4 (1982) Stanisława Barei, gdzie z ust dźwigowego Zygmunta Kotka padała kwestia: „Nie ze mną te numery Brunner”.

### Nawiązania w innych dziełach filmowych
- Postać polskiego agenta, który w odcinku „Zakład o śmierć” ratuje życie bohaterom serialu Czterej pancerni i pies, wzorowana była na Stanisławie Kolickim/Hansie Klossie. Stanisław Mikulski odmówił jednak zagrania tej roli[22].
- W scenie przesłuchania Franka Dolasa w filmie Jak rozpętałem drugą wojnę światową (1969) czynności prowadzi oficer gestapo w miejscowości Baumburg, w którego rolę wcielił się Emil Karewicz, czym aktor nawiązał prześmiewczo do własnej roli w Stawce większej niż życie[23].
- Bezpośrednim nawiązaniem do legendy Stawki większej niż życie i osoby Hansa Klossa był polski komediowy serial telewizyjny z 2007 roku zatytułowany Halo Hans! (rozwinięcie tytułu czyli nie ze mną te numery!)[24].

### Nawiązania w muzyce
- W przygrywce piosenki „Stany lękowe” z albumu Złota płyta (1985) Shakin’ Dudiego zagrano na saksofonie fragment motywu muzycznego serialu[25].
- Dzieci Kapitana Klossa – polska grupa muzyczna wykonująca muzykę punkrockową z elementami ska.
  - Dzieci Kapitana Klossa – album grupy z 1993 roku, zawierający m.in. sztandarowy utwór Pieśń o bohaterze („Hans Kloss / Wszystkich szpiegów to jest boss / W serca wroga straszny cios / Marny wszystkich wrogów los”).
- Piosenka „J-23” z albumu J-23 zespołu disco polo Amadeo. W teledysku do utworu serialowe role odegrali Stanisław Mikulski i Emil Karewicz.
- Utwór Kabaretu OT.TO „Stirliz i Kloss (Niebezpieczna kawiarnia)”. Piosenka jest satyryczną opowieścią o spotkaniu Hansa Klossa i Maxa Stirliza

### KomiksKapitan Kloss
Serię 20 zeszytów komiksowych z cyklu Kapitan Kloss, rysowanych przez Mieczysława Wiśniewskiego, wydawano w latach 1971–1973, ze wznowieniami w latach późniejszych. Chociaż akcja poszczególnych odcinków luźno pokrywa się z serialem, autorzy dość wiernie oddali w rysunkach wygląd głównych bohaterów.

## Upamiętnienia serialu
- W 2009 roku w Katowicach przejściowo istniało Muzeum Hansa Klossa, zamknięte z powodu braku funduszy oraz problemów prawnych z nazwą[27].
- W Olsztynie, z okazji 650-lecia miasta, upamiętniono fakt produkcji serialu: na jednym z budynków przy ul. Kołłątaja umieszczono tablicę „Zaułek »Stawki większej niż życie«”. W miejscu tym nakręcono scenę do odc. 17 „Spotkanie”, w której Kloss, zadenuncjowany przez Annę Marię Elken, ma być rozstrzelany przez dwóch polskich żołnierzy, jednak w ostatnim momencie przychodzi mu z pomocą porucznik Nowak[28].

## Kontynuacja
Od 2010 roku przystąpiono do pracy nad produkcją filmu kryminalnego, stanowiącego kontynuację serialu. Głównymi bohaterami ponownie zostali serialowi Hans Kloss i Hermann Brunner (Stanisław Mikulski i Emil Karewicz). Scenariusz do filmu napisali Władysław Pasikowski i Przemysław Woś, a wyreżyserował go Patryk Vega. Premiera Stawki większej niż śmierć odbyła się 16 marca 2012 roku. Film Vegi został jednak przyjęty z rozczarowaniem; Zdzisław Pietrasik z „Polityki” pisał, że „przewidywalna intryga zupełnie nie wciąga. W jednym odcinku starego serialu emocji było więcej niż tutaj w ponad 100 minutach”. Tomasz Raczek twierdził, że w filmowej kontynuacji „znikają niuanse, delikatne przymrużenie oka nabiera cech opadającej powieki”.